# Île Heiss
L'île Heiss (en russe : Остров Хейса, Ostrov Kheysa) est une île de la terre François-Joseph.

## Géographie

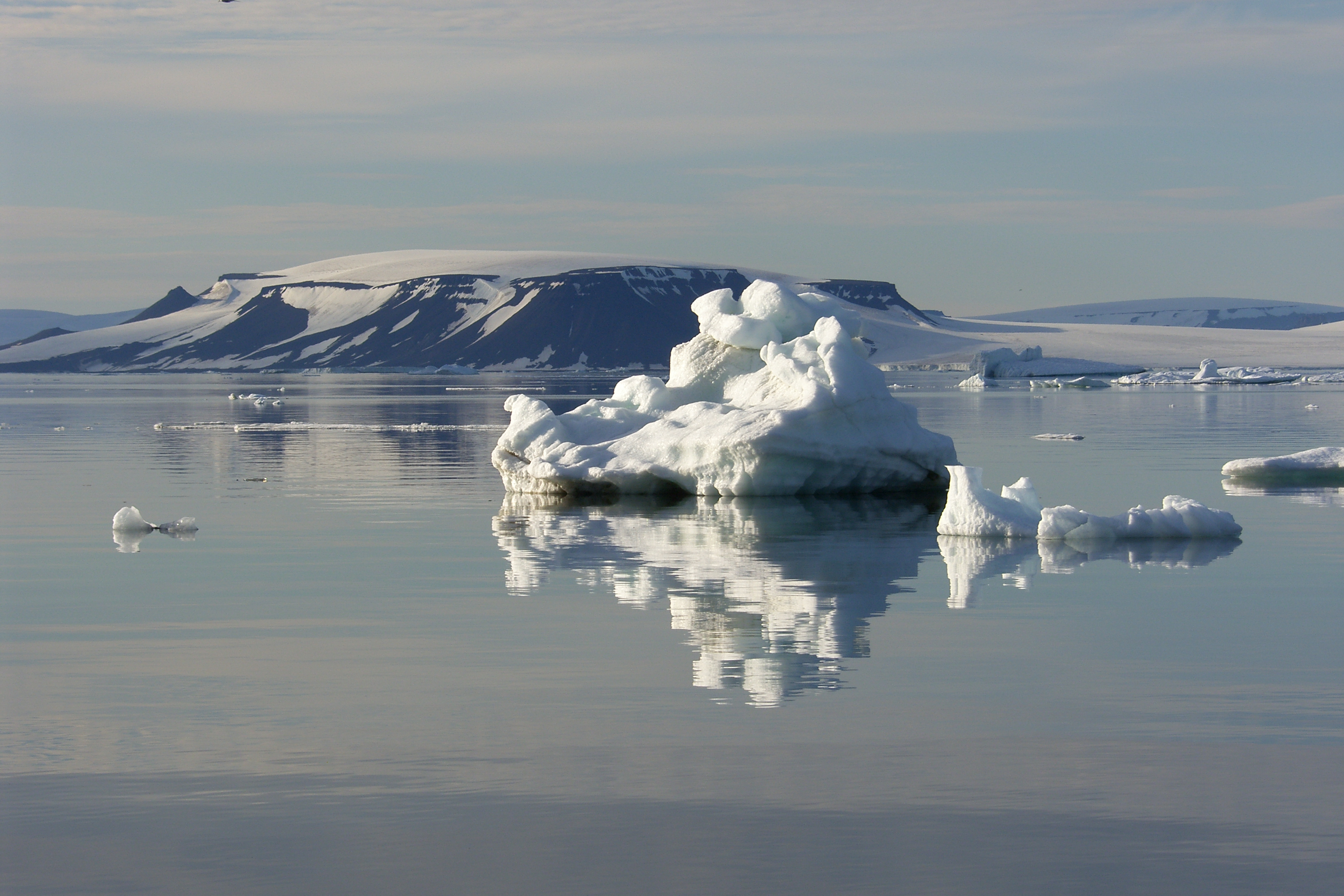
L'île Heiss

Située dans la zone centrale de l'archipel, au nord de l'île Hall, entre l'île Champ et la Terre de Wilczek, d'une superficie de 132 km2, elle est libre de glace sur ses côtes mais contient une calotte glaciaire de la rive nord jusqu'au centre. Son point culminant mesure 242 m d'altitude. Au sud de l'île est un détroit de 5 km nommé Proliv Markama et à l'est un autre détroit Proliv Austrisky, la sépare des îles du Komsomol. Au nord, elle est séparée de 7 km de la Terre de Zichy par le détroit Proliv Yermak. La côte sud-ouest est appelée Mys Ostantsovyy.

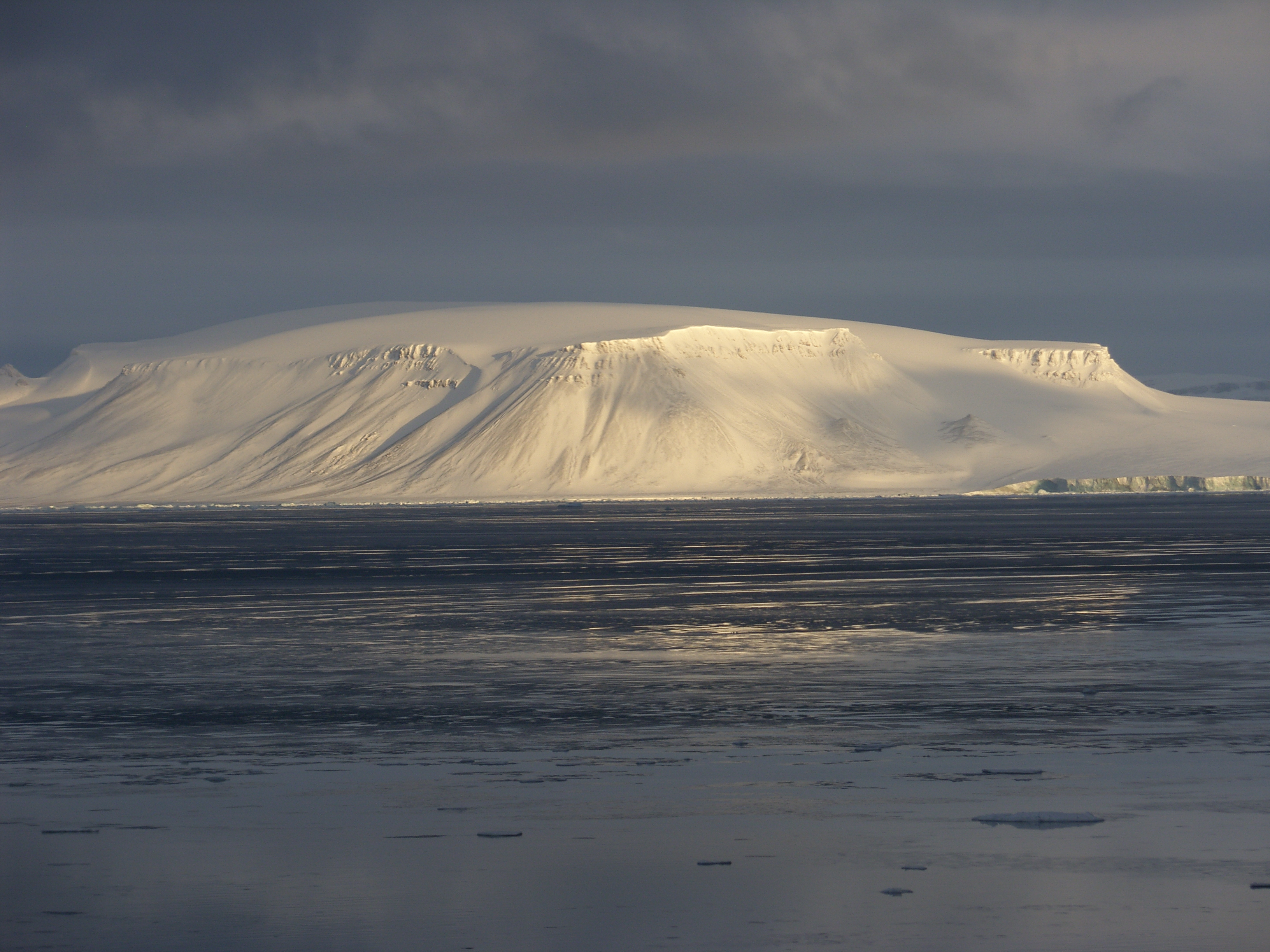
L'île Heiss

## Histoire

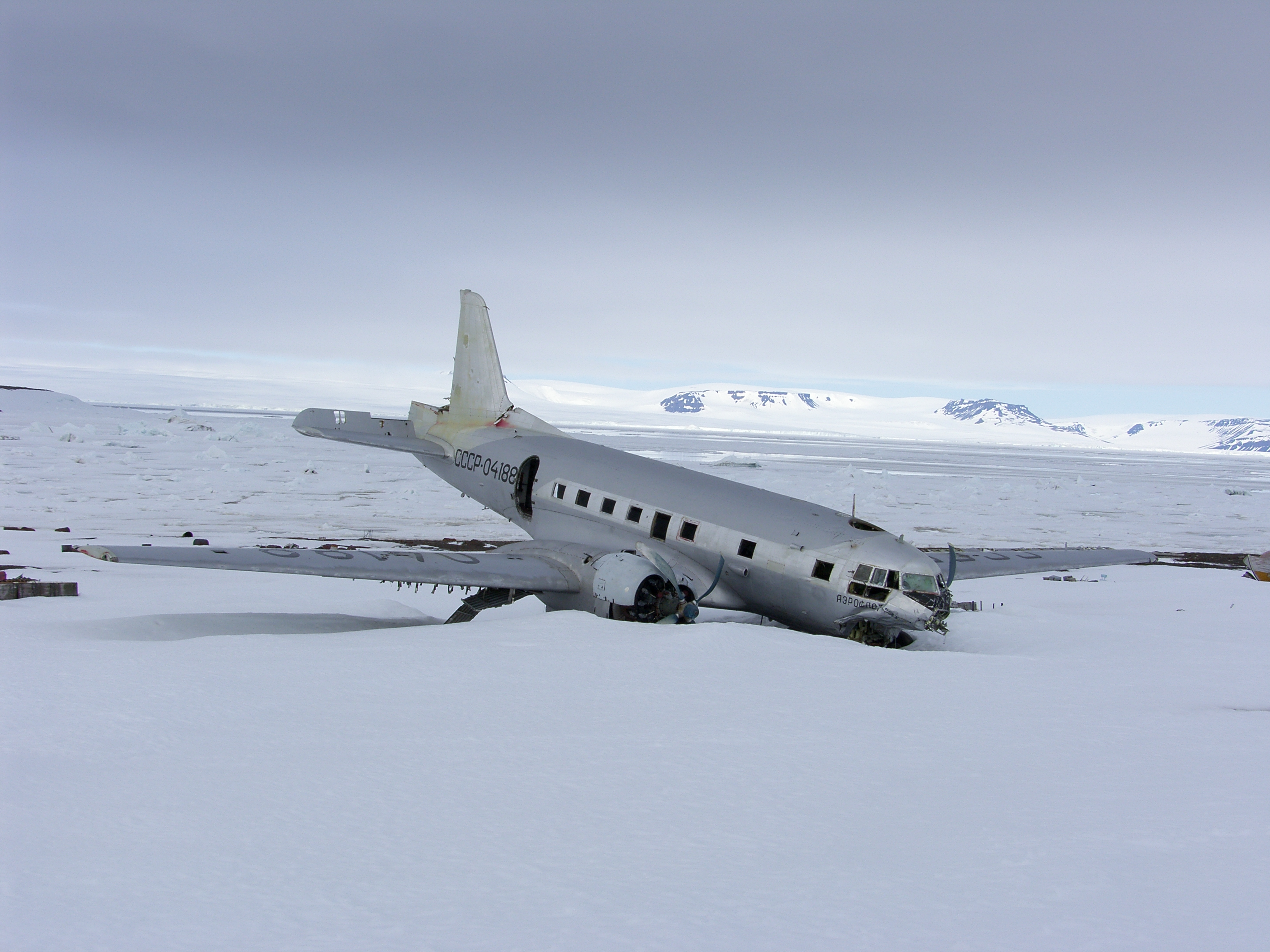
L'avion qui s'est écrasé en 1981

Découverte en 1901 par Anthony Fiala, elle a été nommée à l'origine en l'honneur de l'explorateur Isaac Hayes mais les cartographes allemands ont germanisé son nom après transcription du russe et ce nom lui est resté.
Une base de lancement de missiles, établie en novembre 1957, aujourd'hui abandonnée, était située sur l'île. Aujourd'hui y est installée une station hydrométéorologique.

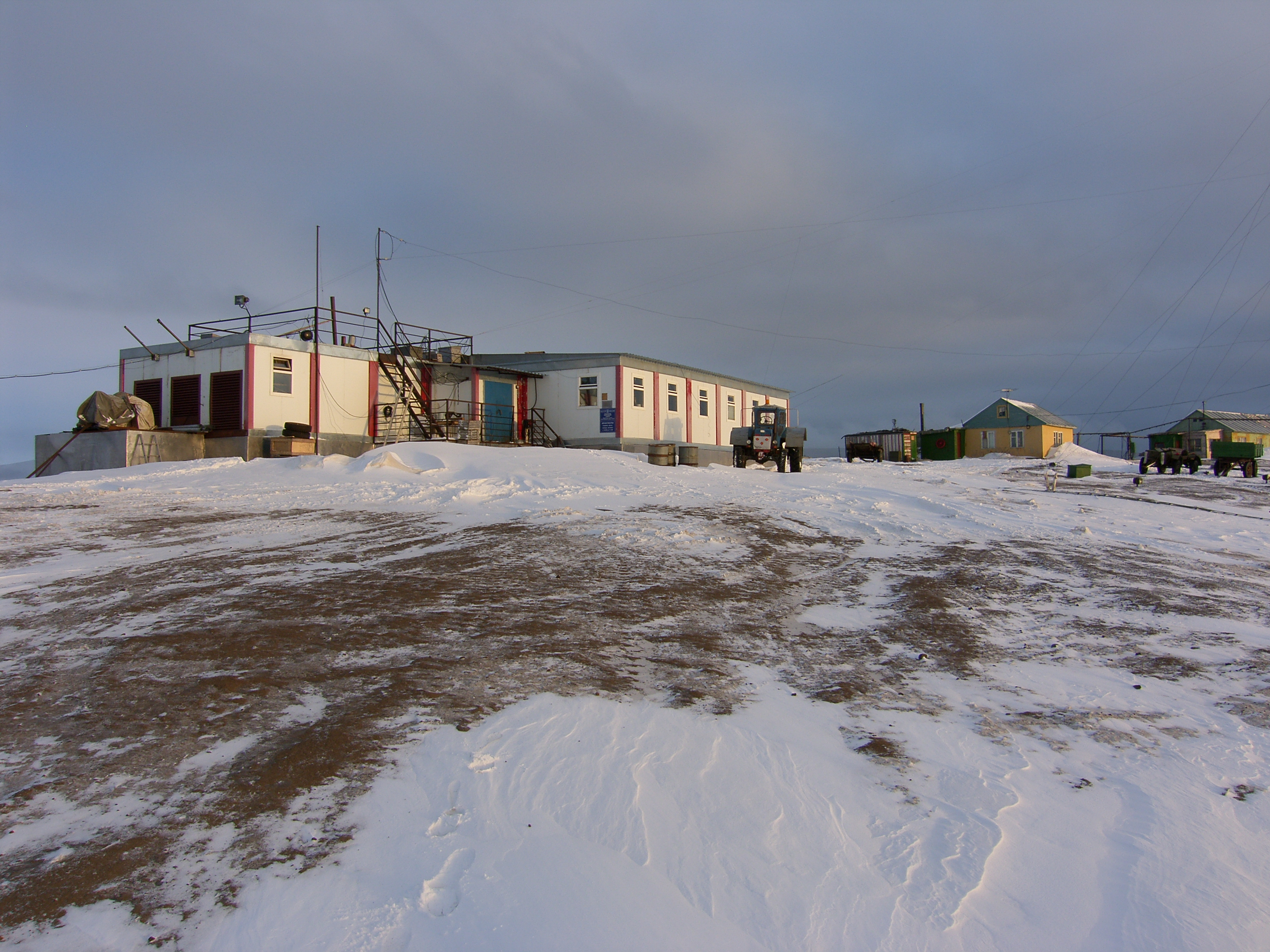
La station hydrométéorologique

Le 12 février 1981, un avion s'est écrasé sur l'île.

## Données météorologiques
| Mois                                  | jan.       | fév.       | mars       | avril      | mai        | juin       | jui.      | août      | sep.       | oct.       | nov.       | déc.       | année      |
| ------------------------------------- | ---------- | ---------- | ---------- | ---------- | ---------- | ---------- | --------- | --------- | ---------- | ---------- | ---------- | ---------- | ---------- |
| Température minimale moyenne (°C)     | −23,3      | −23,6      | −23,8      | −19,2      | −10,1      | −2,5       | −0,2      | −0,6      | −3         | −10        | −16,4      | −21,4      | −12,8      |
| Température moyenne (°C)              | −20,1      | −20,2      | −20,6      | −16,5      | −8,1       | −1,2       | 0,7       | 0,4       | −1,7       | −8         | −13,6      | −18,2      | −10,6      |
| Température maximale moyenne (°C)     | −16,7      | −16,8      | −17,2      | −13,6      | −6,1       | 0,2        | 2         | 1,6       | −0,4       | −6,2       | −10,7      | −15        | −8,2       |
| Record de froid (°C) date du record   | −42,1 1989 | −44,4 1978 | −43,5 1986 | −39,6 1969 | −27,7 1964 | −12,3 1964 | −3,9 1982 | −8,8 1997 | −23,2 1987 | −32,3 1987 | −39,5 1968 | −41,5 1968 | −44,4 1978 |
| Record de chaleur (°C) date du record | 1,9 1974   | 0 1976     | 1,6 1985   | 0,7 1990   | 2,6 1995   | 8 1959     | 10,3 1979 | 8,4 1988  | 5,6 2020   | 3,8 1986   | 1,6 2016   | 1,7 1993   | 10,3 1979  |
| Ensoleillement (h)                    | 0          | 0          | 66         | 234        | 226        | 193        | 171       | 83        | 30         | 1          | 0          | 0          | 1 004      |
| Précipitations (mm)                   | 25         | 26         | 22         | 18         | 12         | 12         | 17        | 22        | 28         | 18         | 20         | 28         | 248        |
| Nombre de jours avec précipitations   | 0          | 0          | 0,1        | 0,1        | 0,4        | 3          | 12        | 12        | 7          | 1          | 0,1        | 0          | 36         |
| Humidité relative (%)                 | 82         | 82         | 80         | 81         | 85         | 88         | 91        | 92        | 90         | 86         | 84         | 83         | 85         |
| Nombre de jours avec neige            | 21         | 20         | 19         | 16         | 23         | 18         | 11        | 14        | 22         | 25         | 21         | 20         | 230        |
| Nombre de jours avec brouillard       | 0,2        | 0,2        | 0,3        | 0,2        | 1          | 2          | 8         | 7         | 4          | 0,3        | 0,2        | 0,3        | 24         |

| Diagramme climatique                                  |              |              |              |             |           |         |           |          |           |              |            |
| J                                                     | F            | M            | A            | M           | J         | J       | A         | S        | O         | N            | D          |
| −16,7−23,325                                          | −16,8−23,626 | −17,2−23,822 | −13,6−19,218 | −6,1−10,112 | 0,2−2,512 | 2−0,217 | 1,6−0,622 | −0,4−328 | −6,2−1018 | −10,7−16,420 | −15−21,428 |
| Moyennes : • Temp. maxi et mini °C • Précipitation mm |              |              |              |             |           |         |           |          |           |              |            |

## Galerie

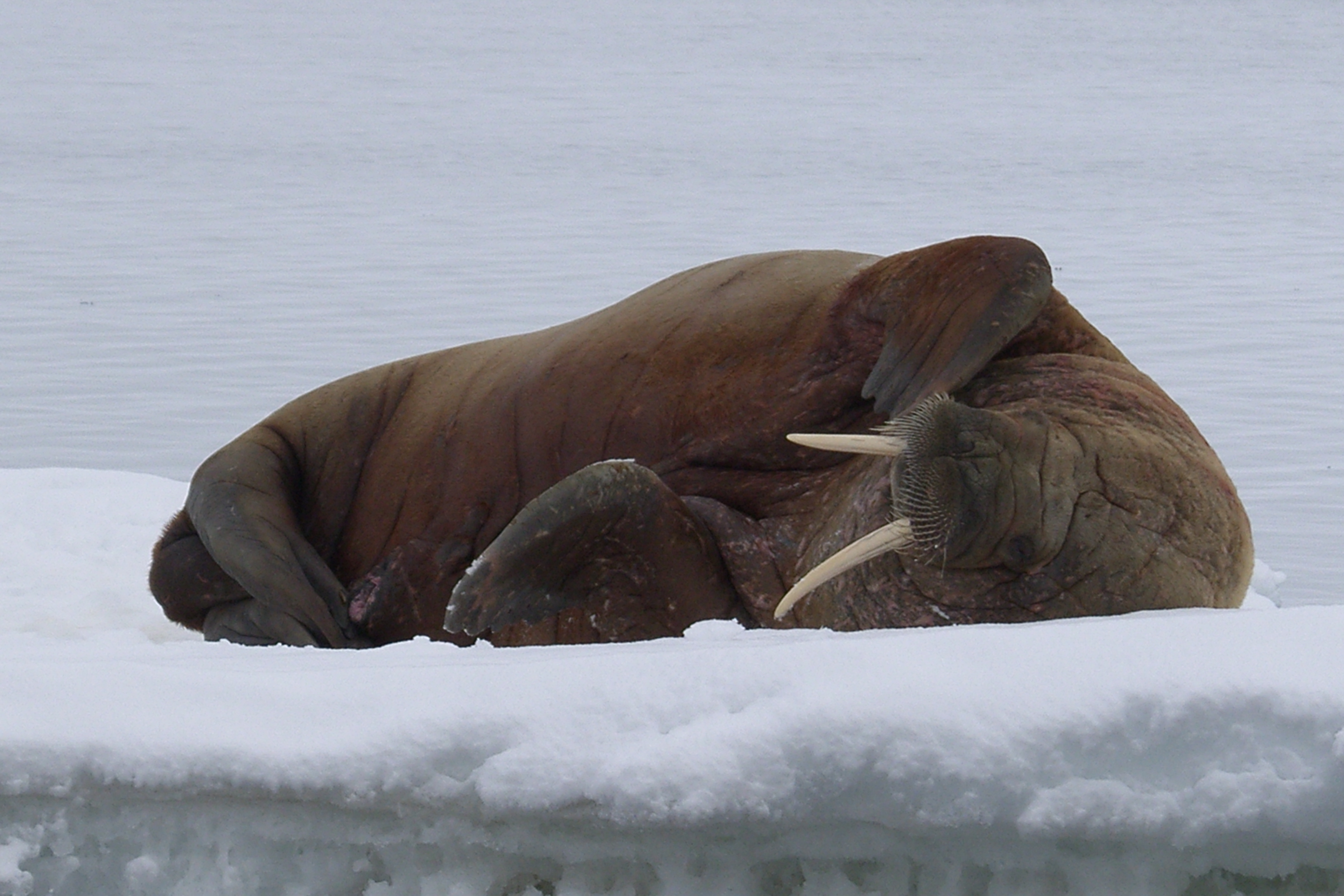
Un morse au repos sur l'île Heiss;
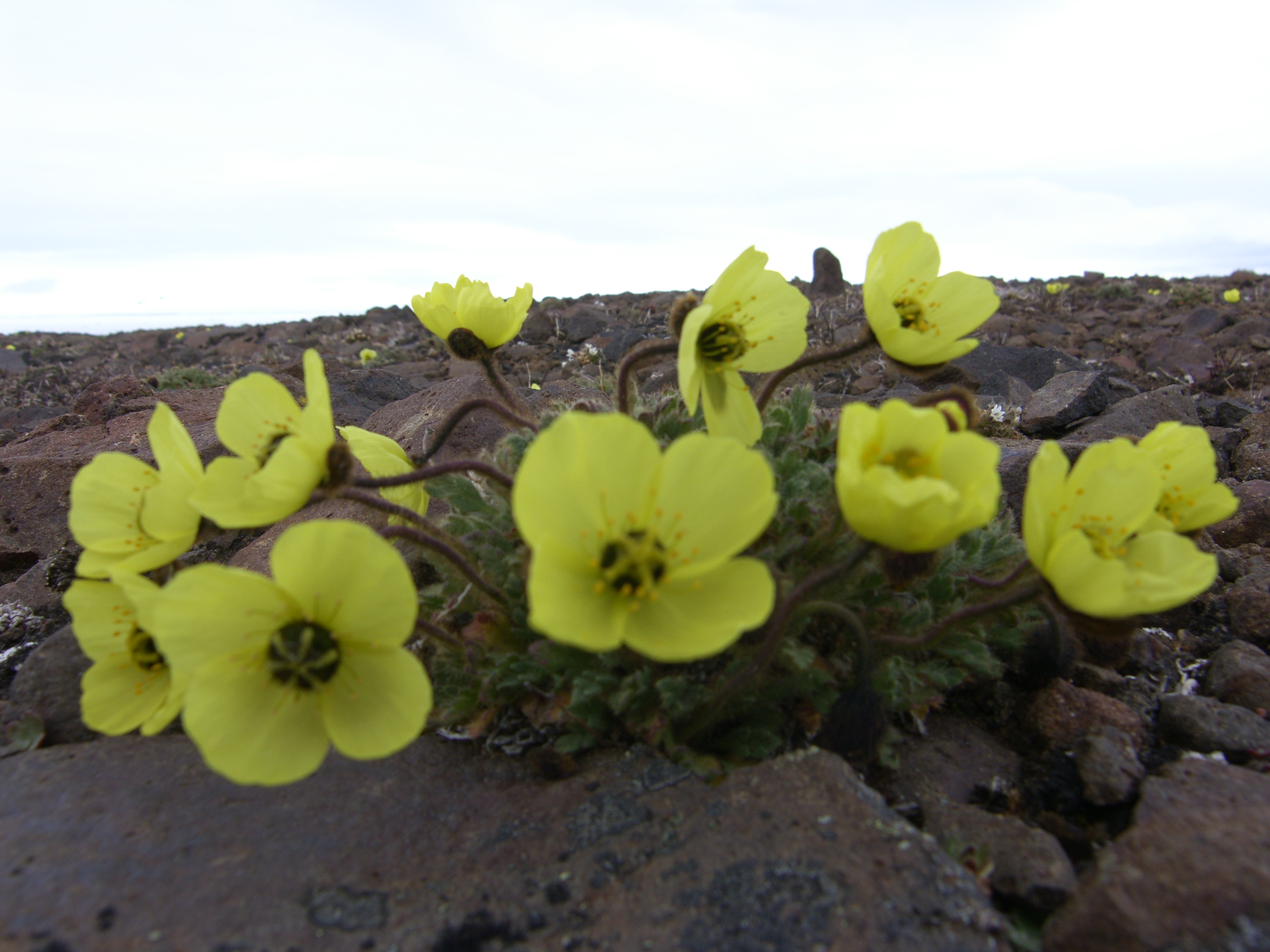
Végétation sur l'île Heiss.
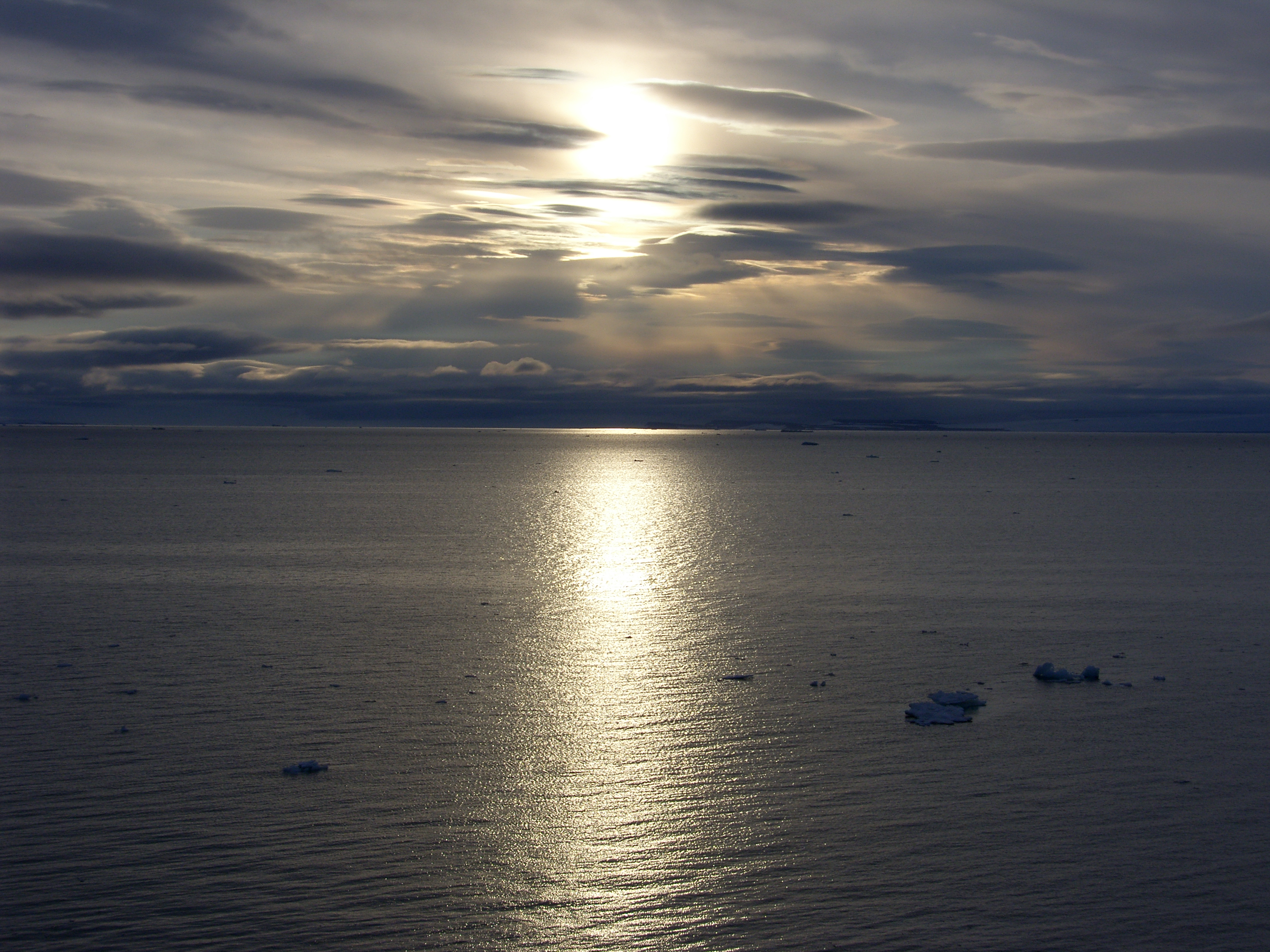
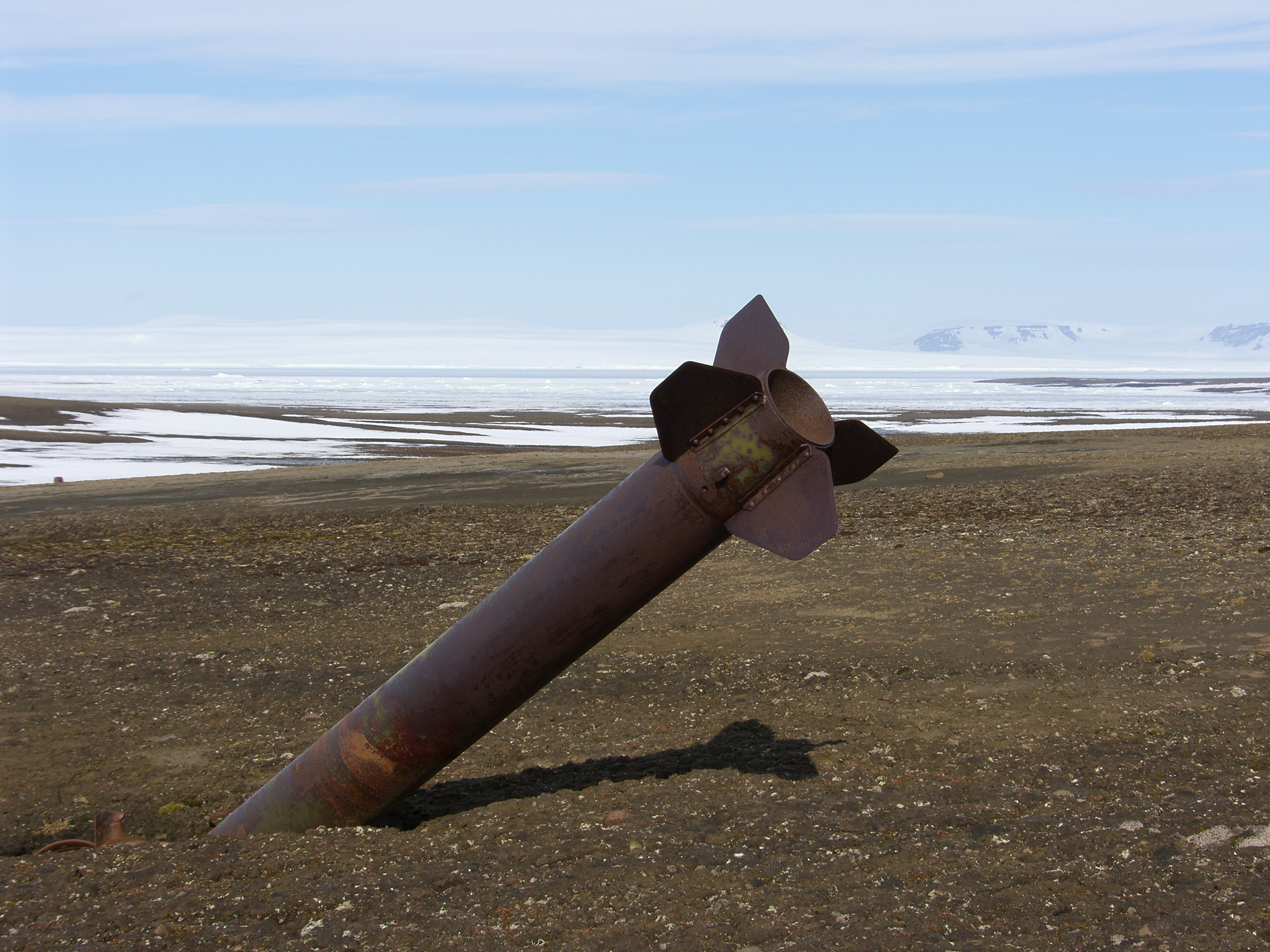
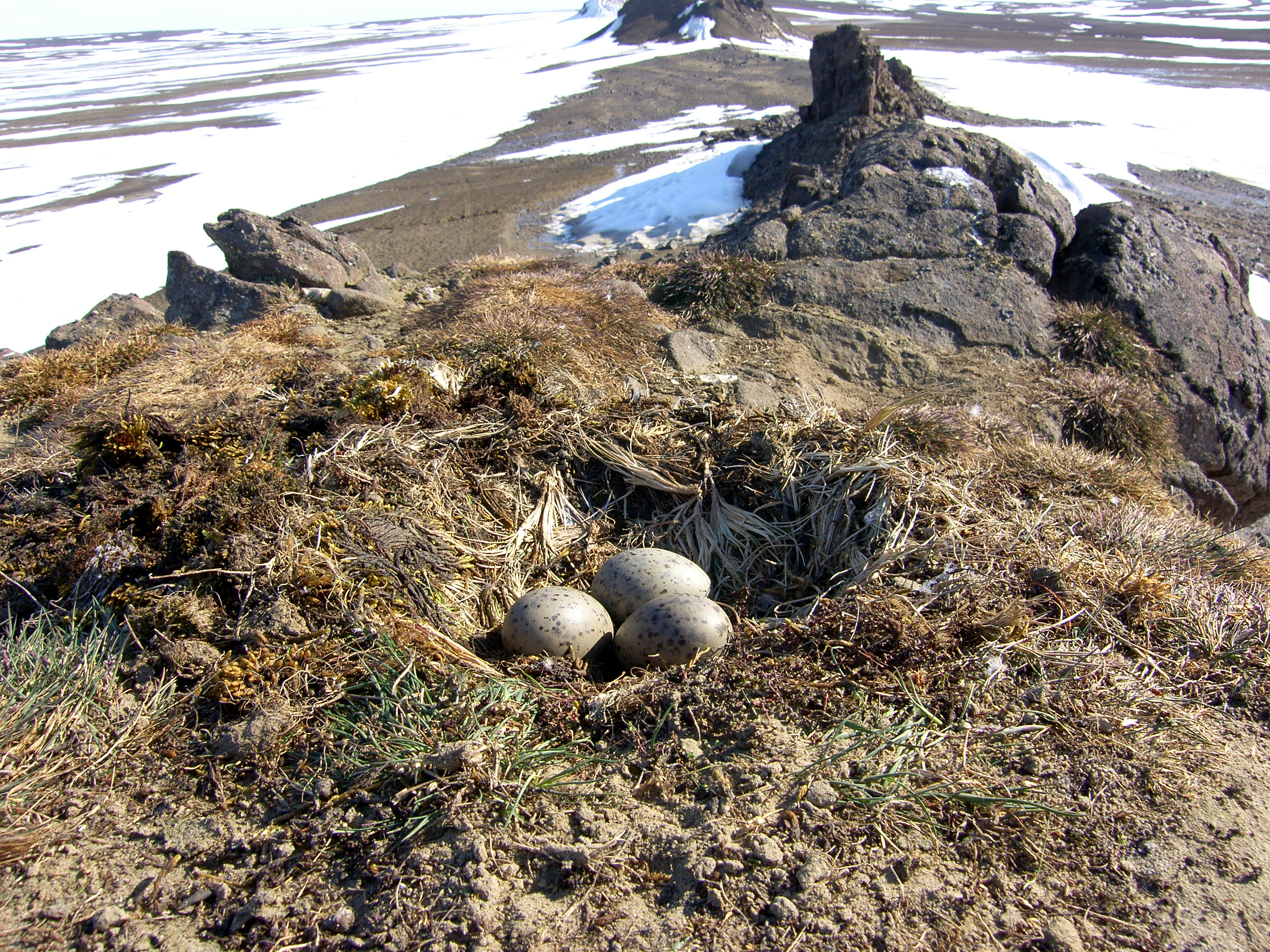
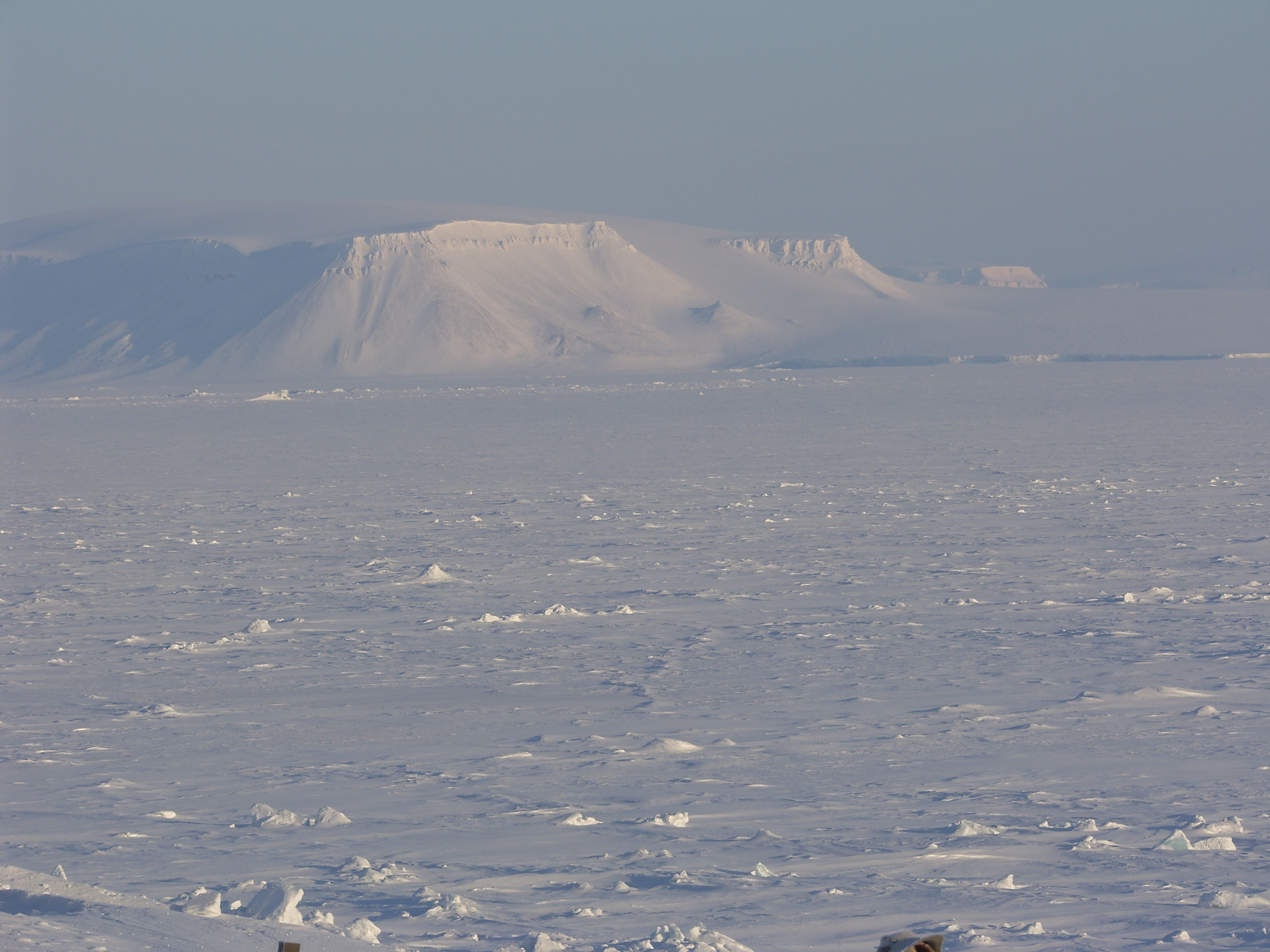
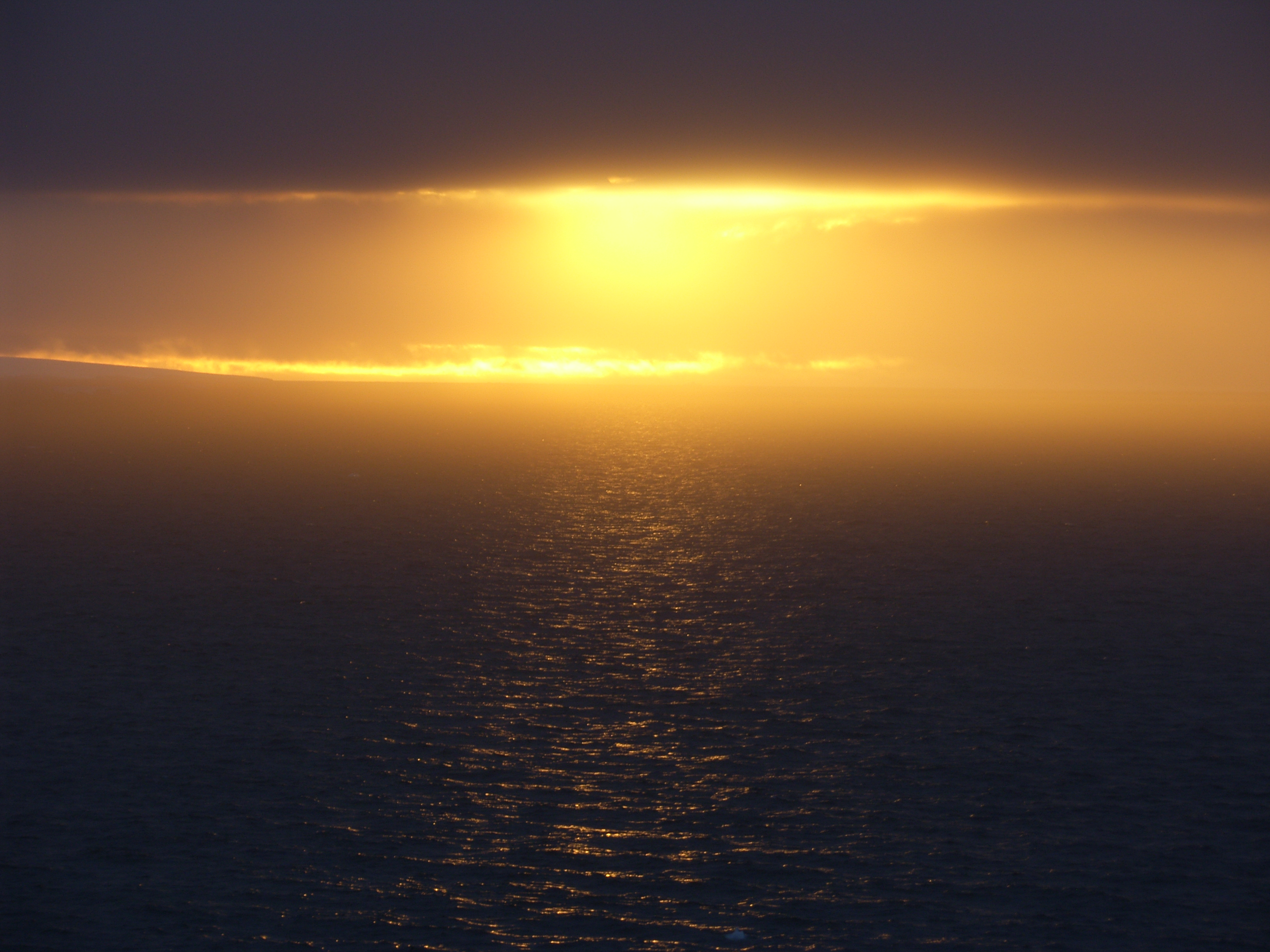
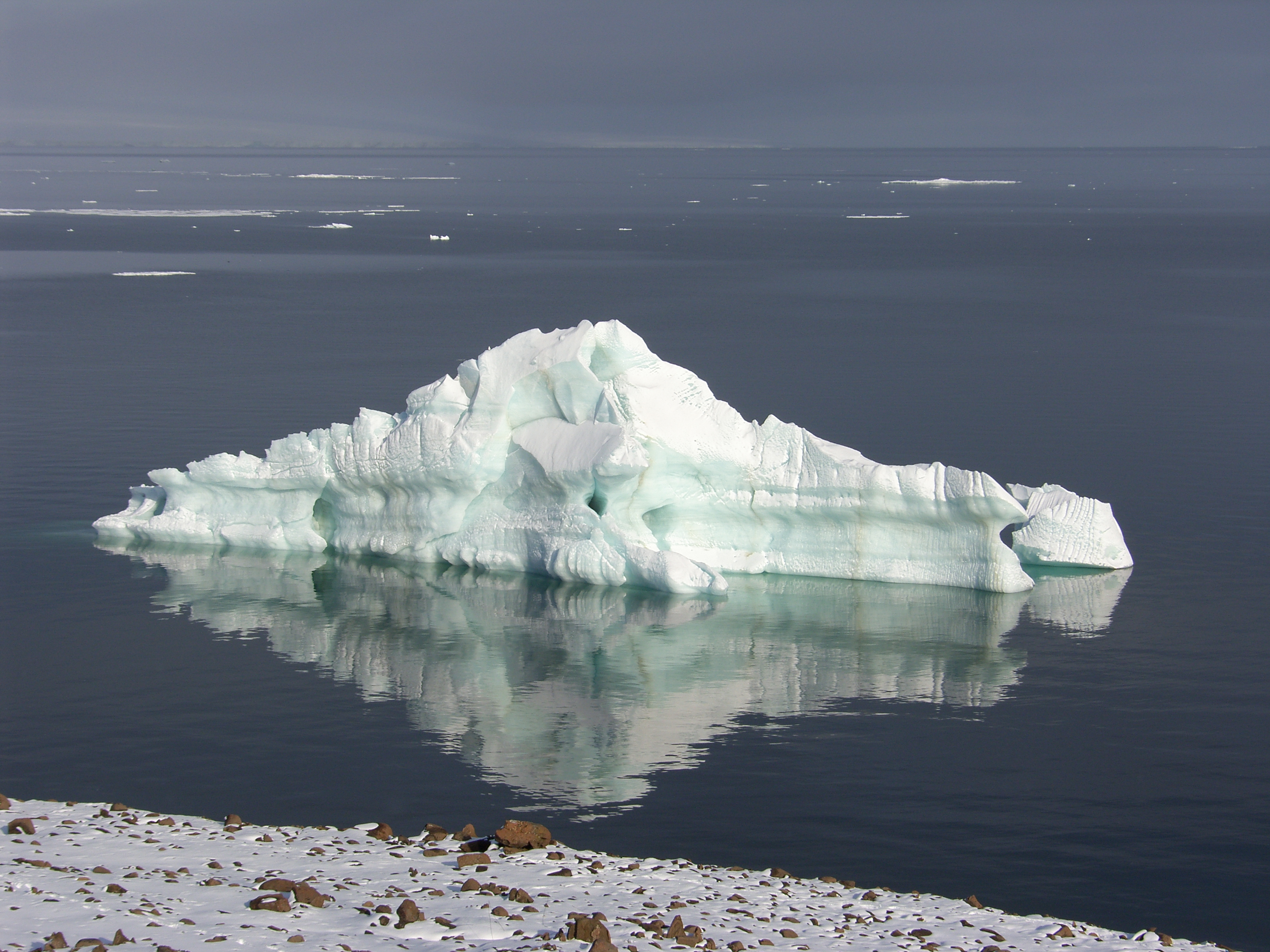
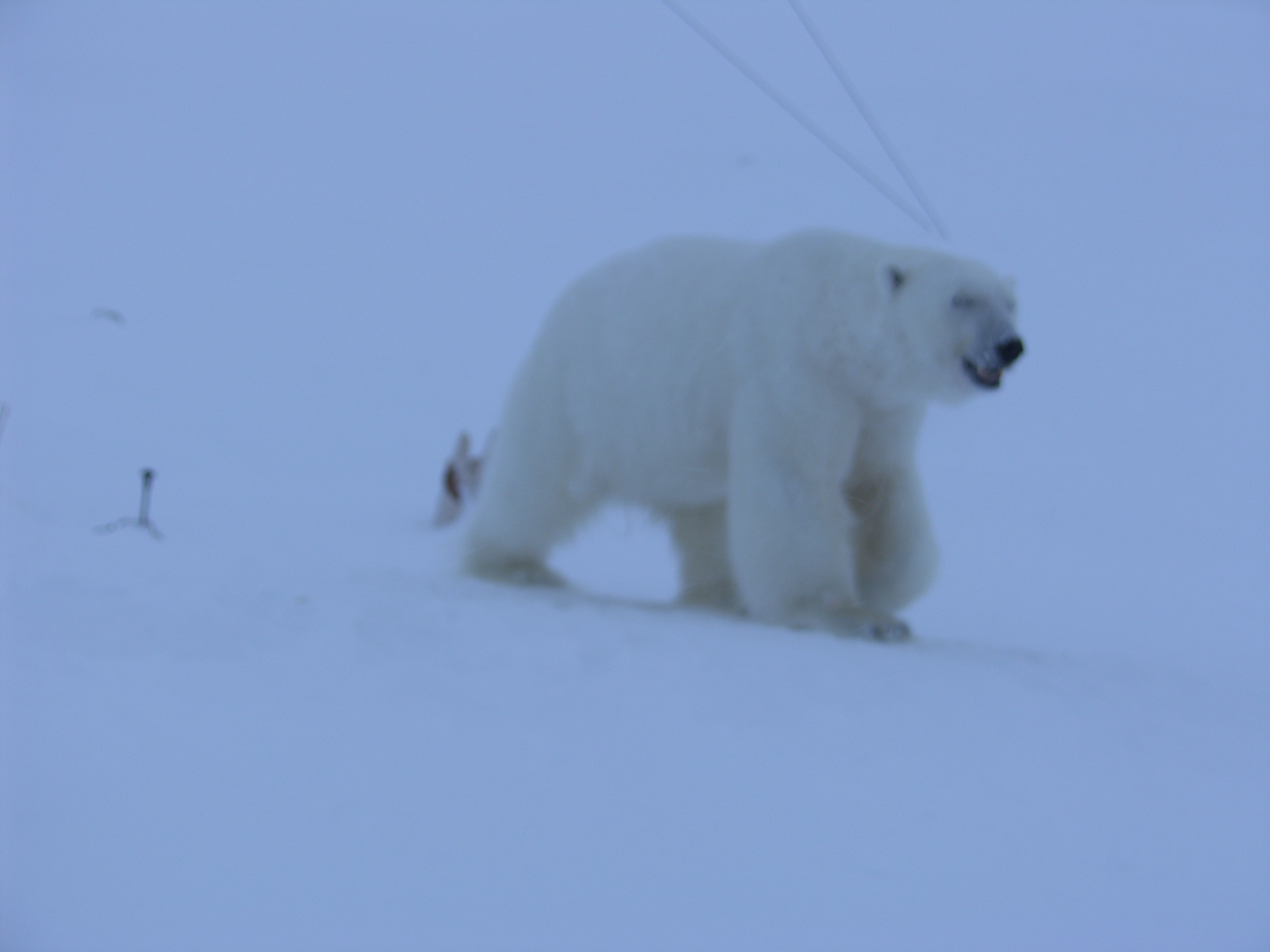
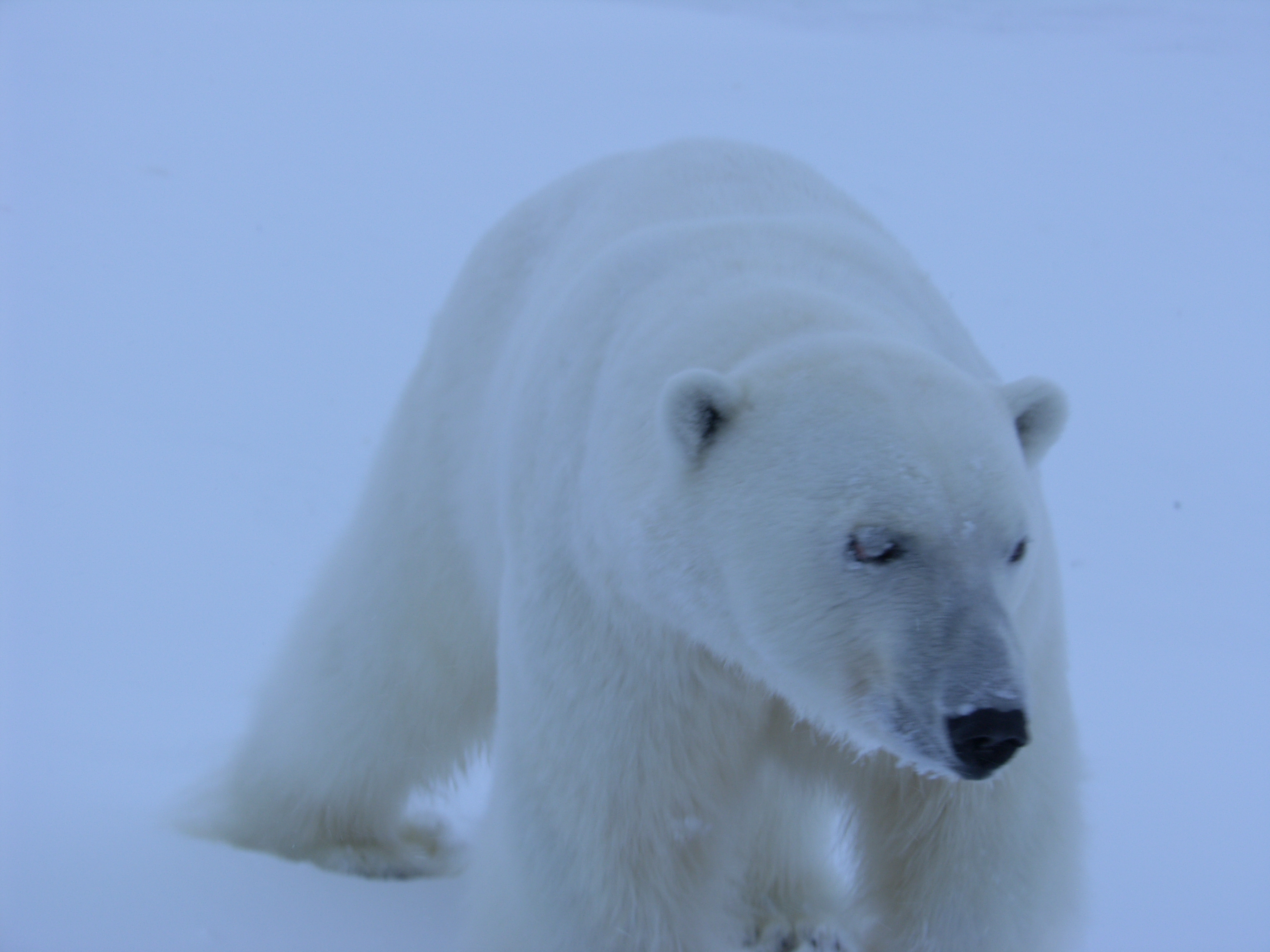
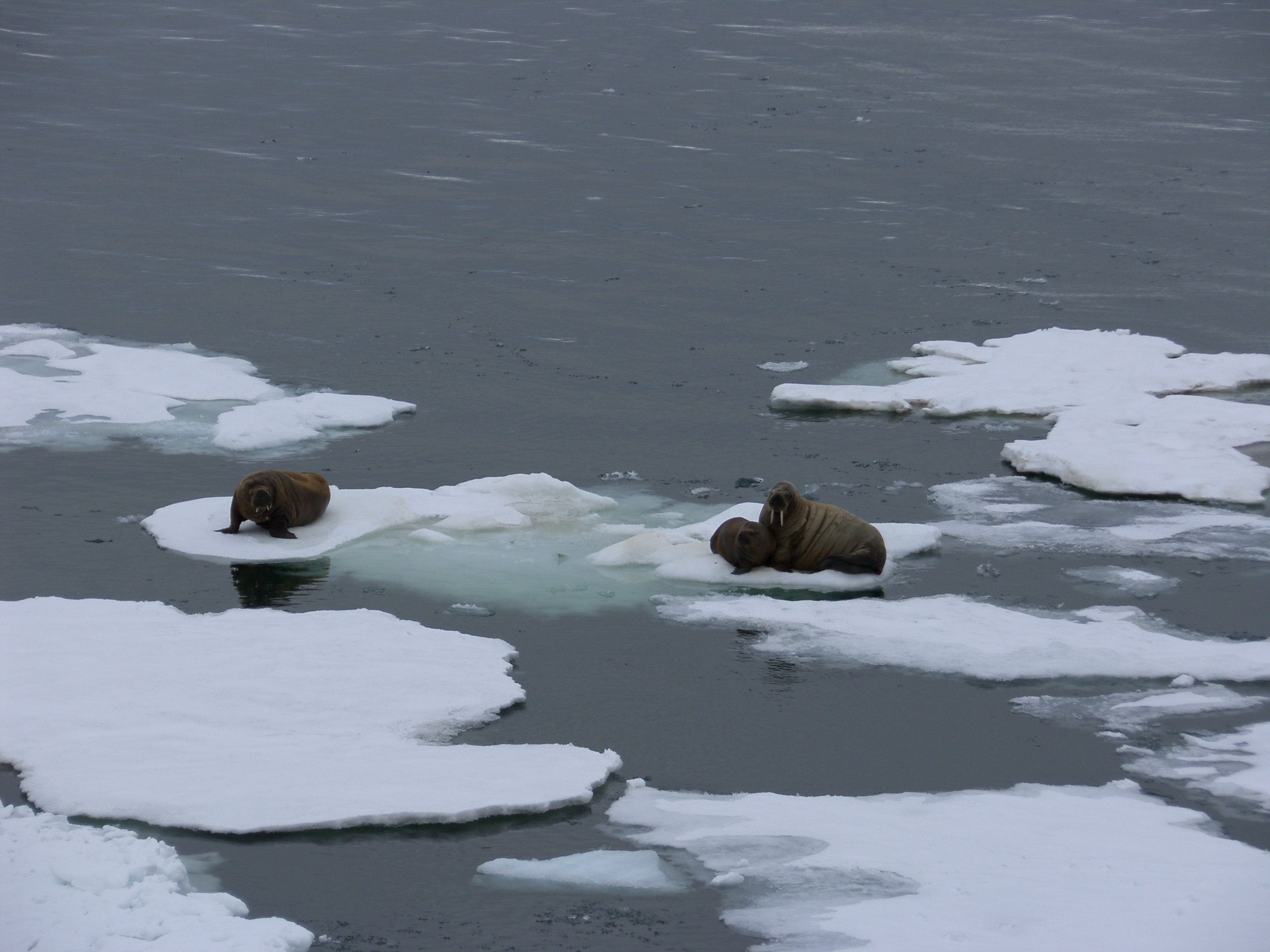
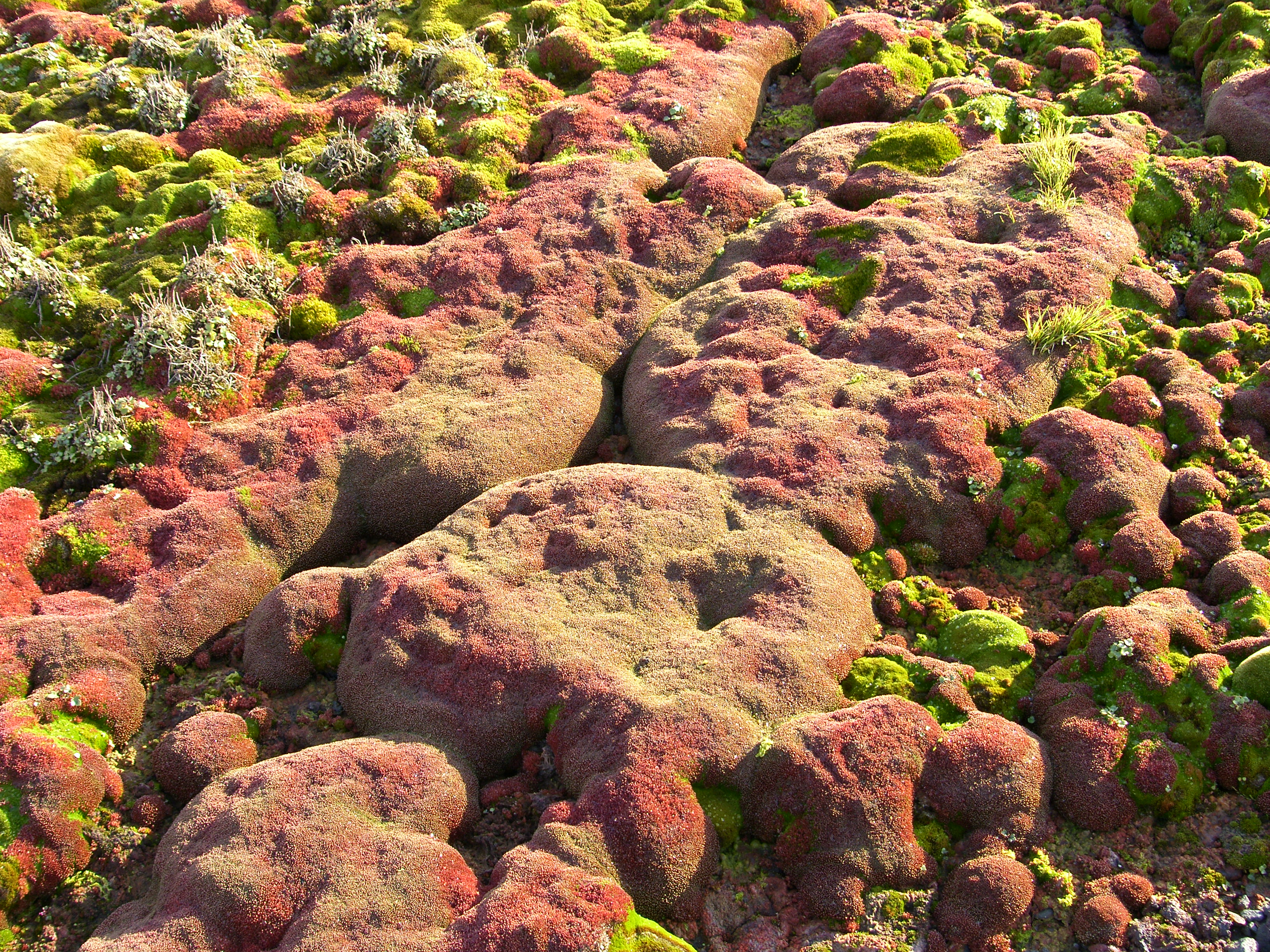
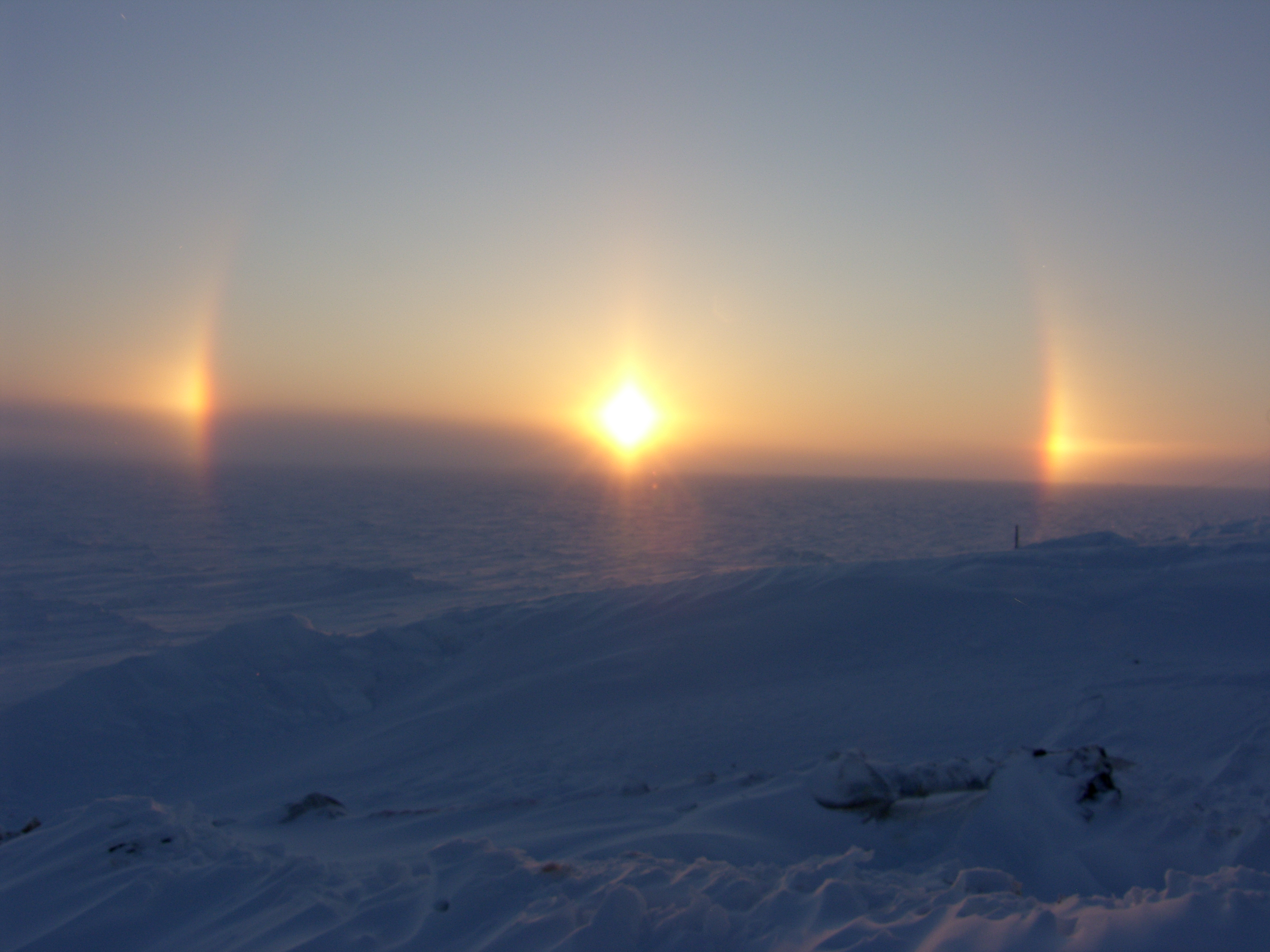
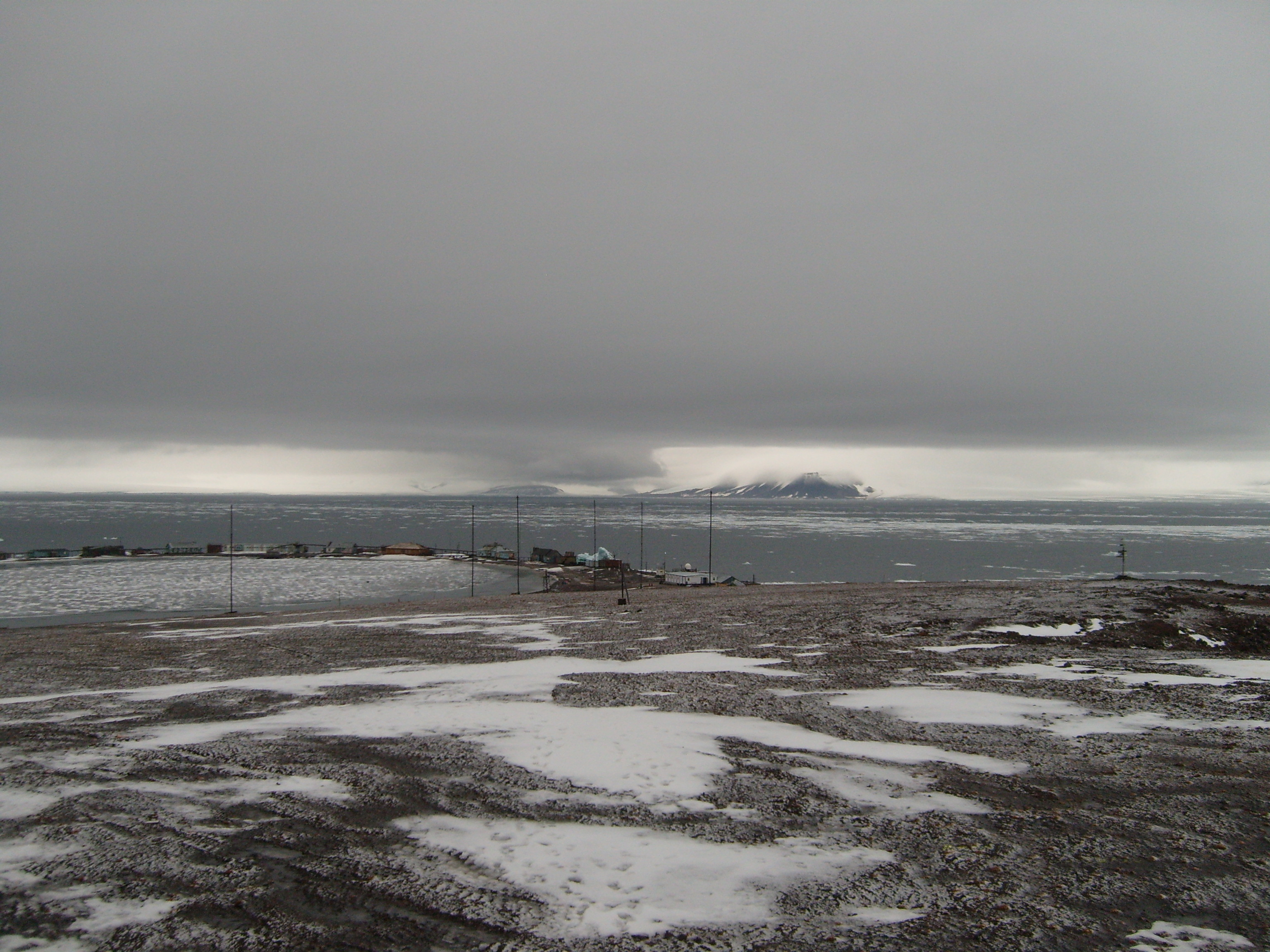
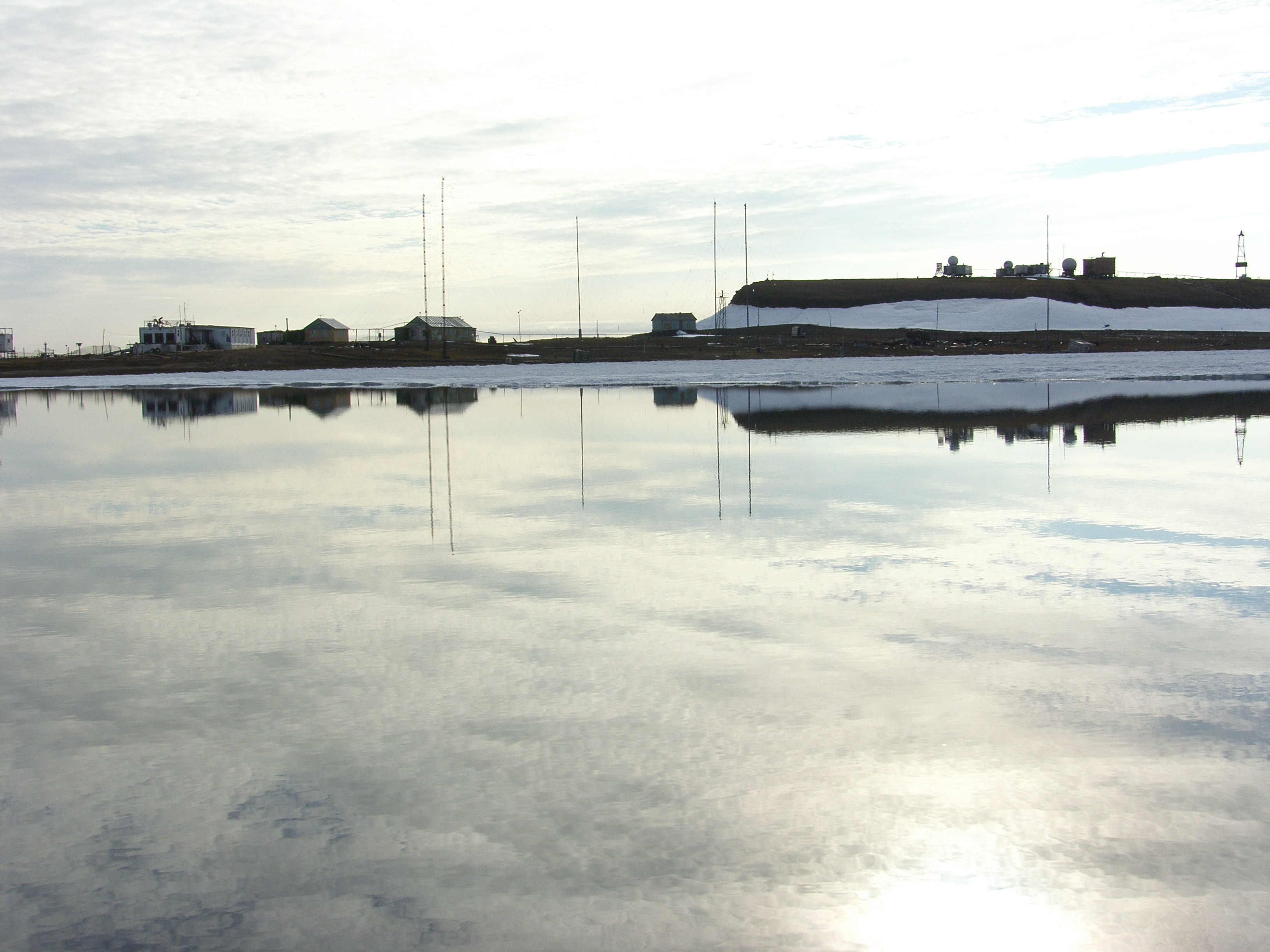
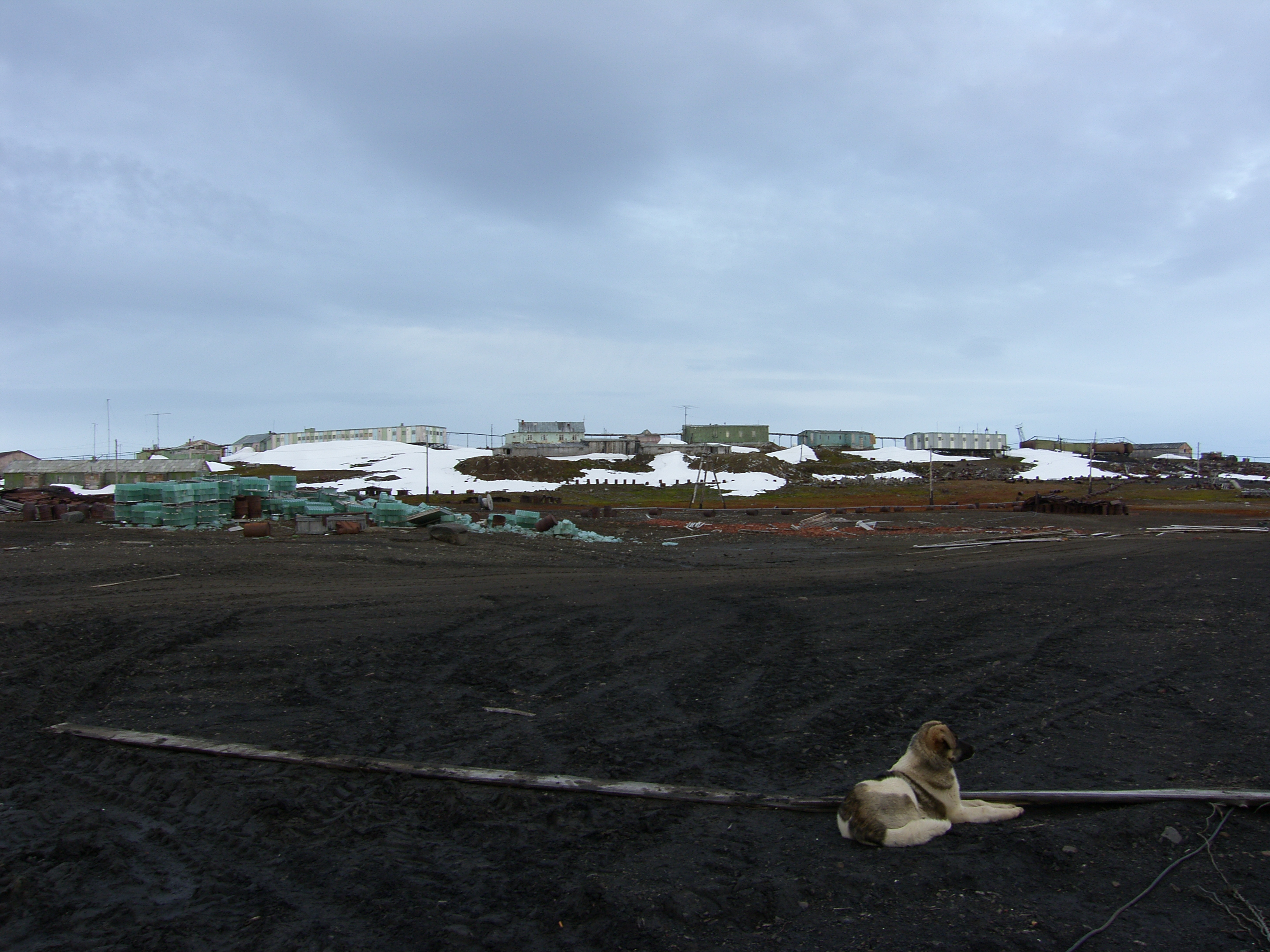
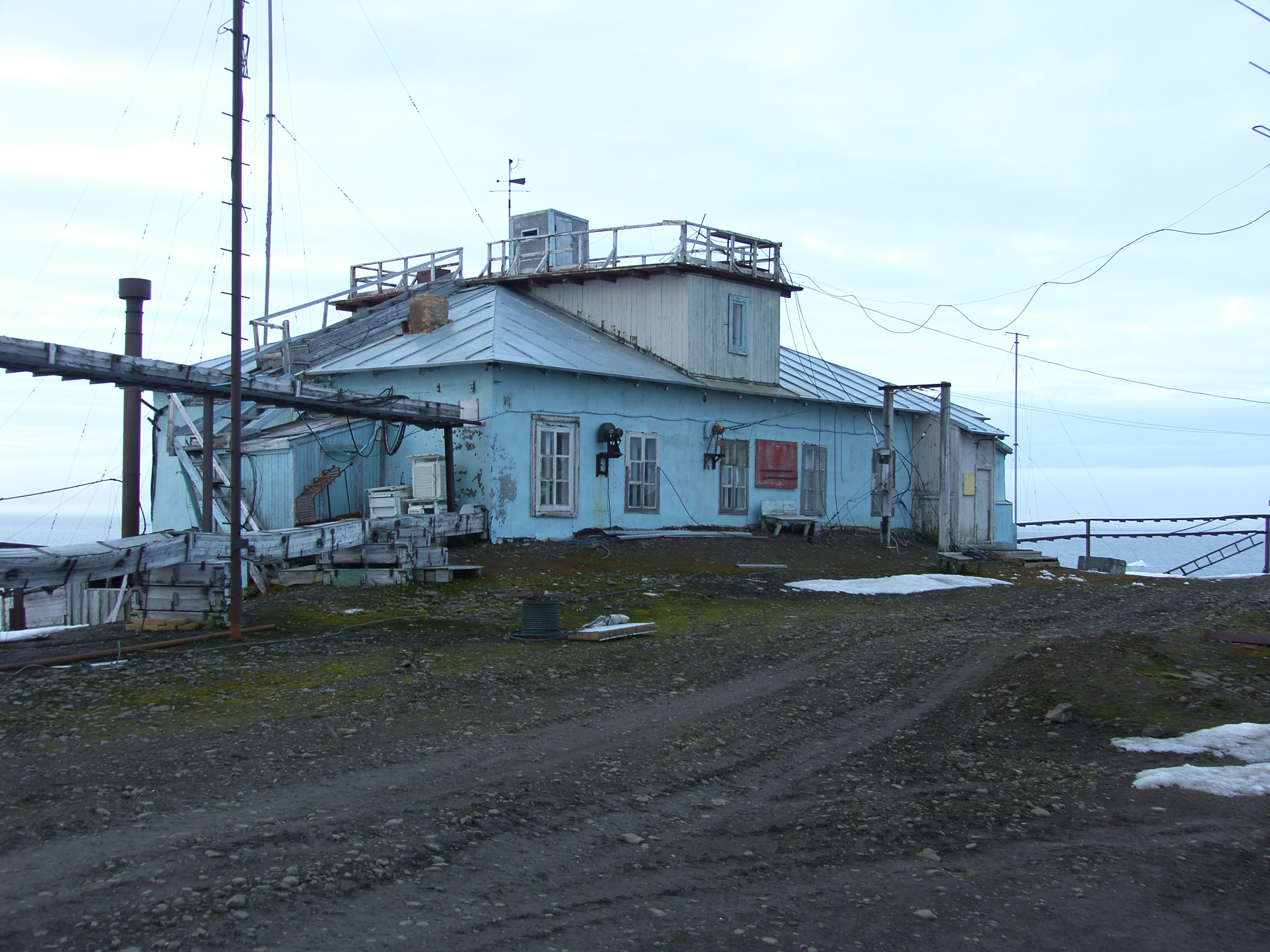
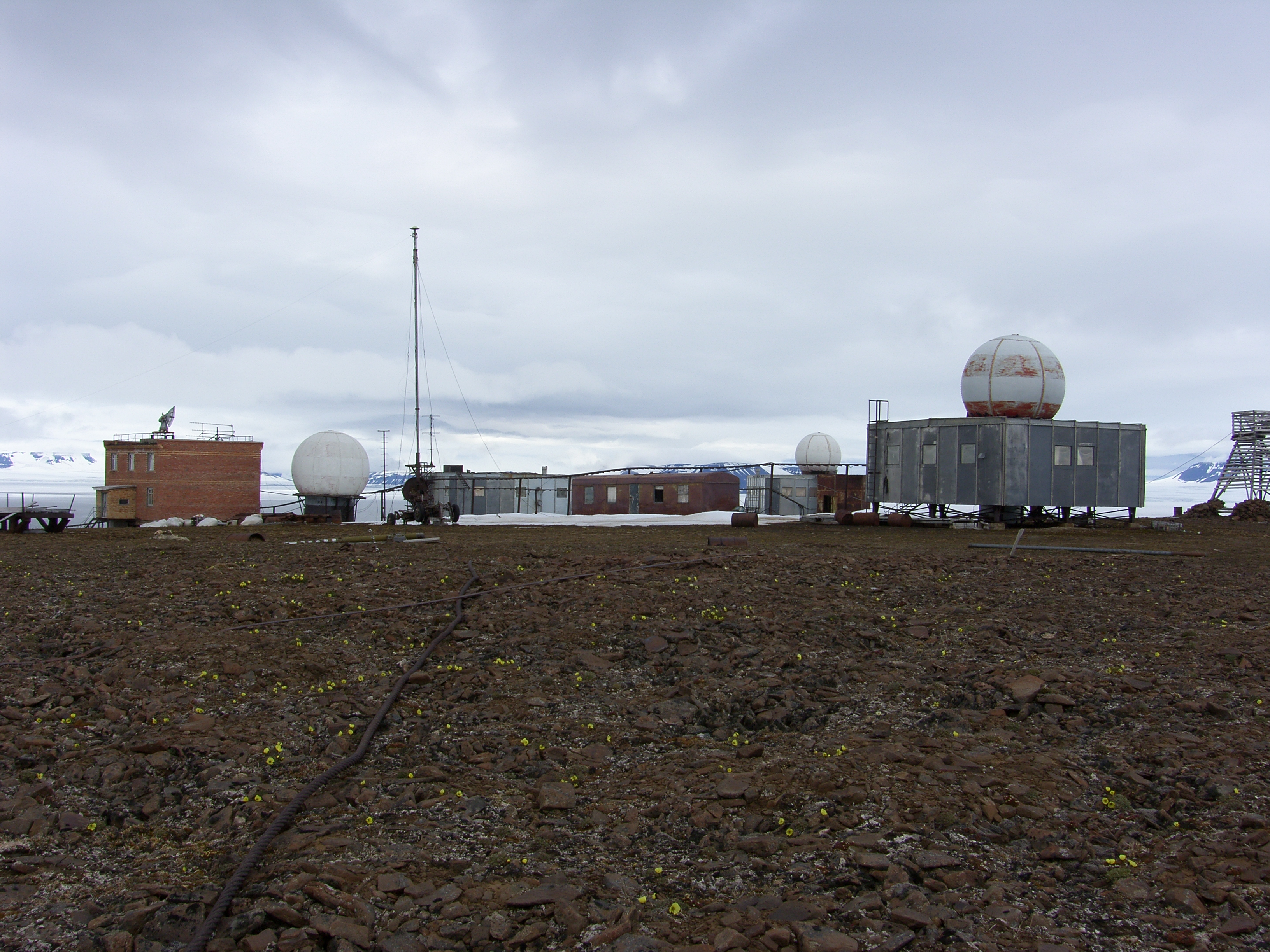
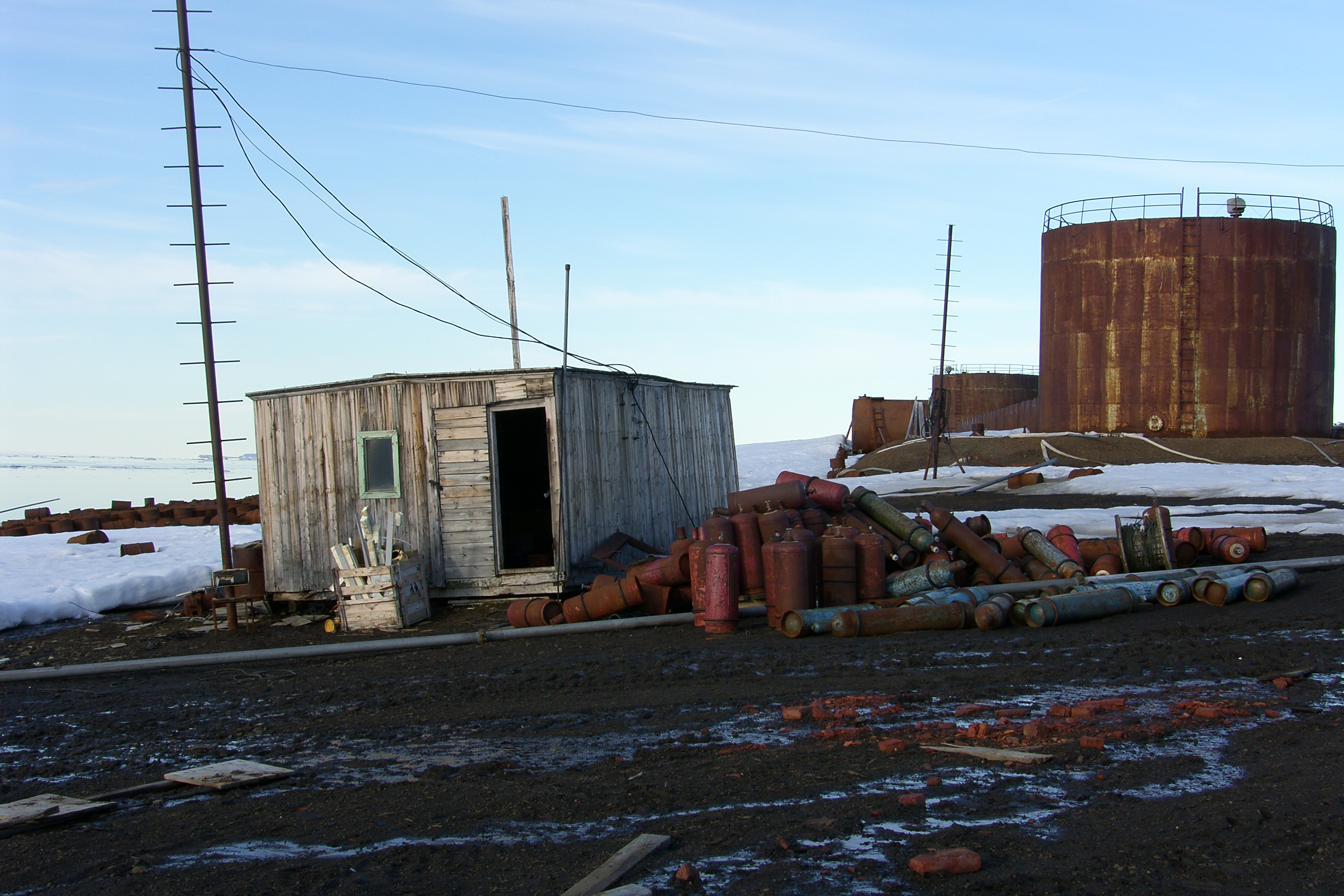
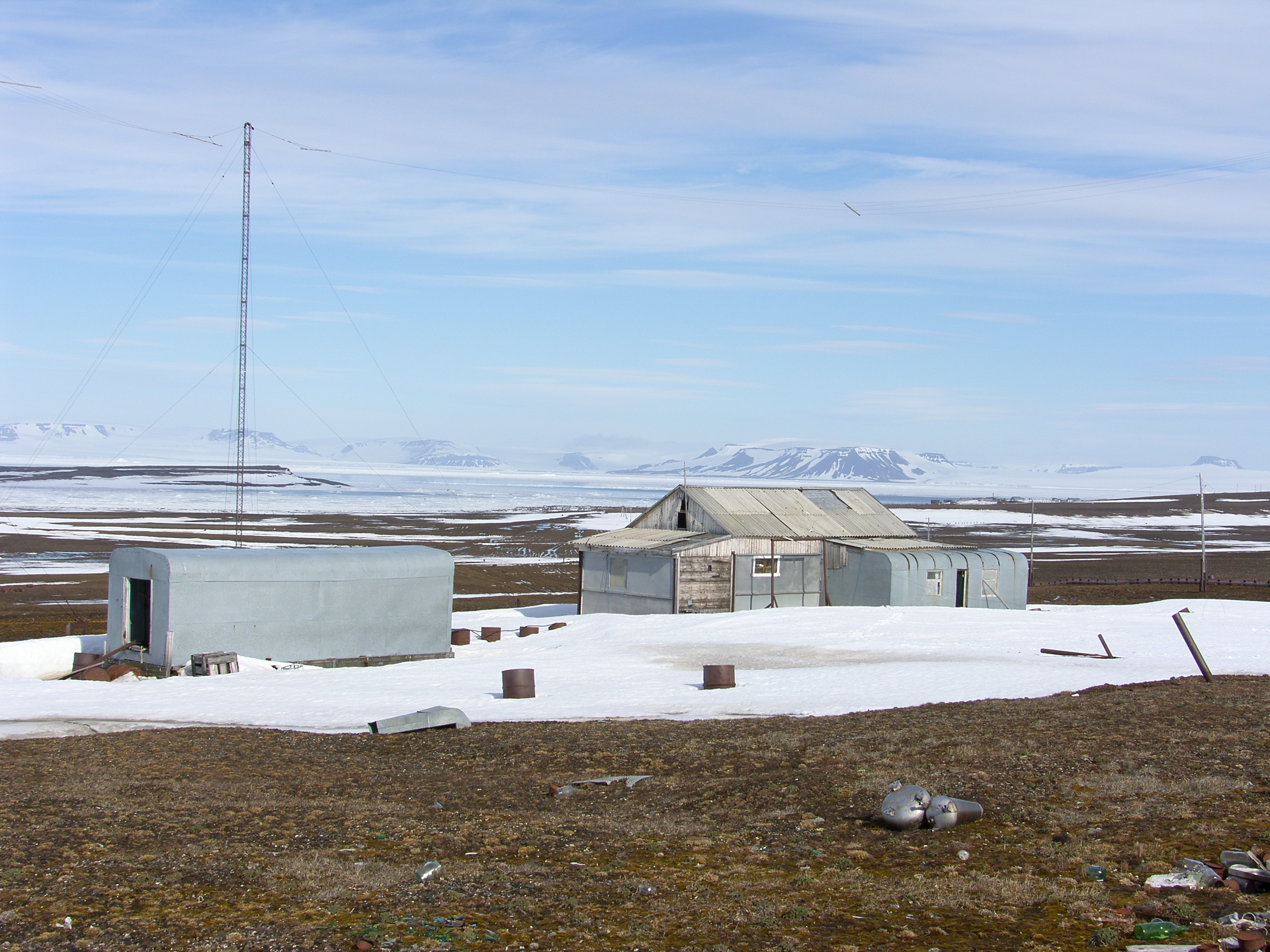
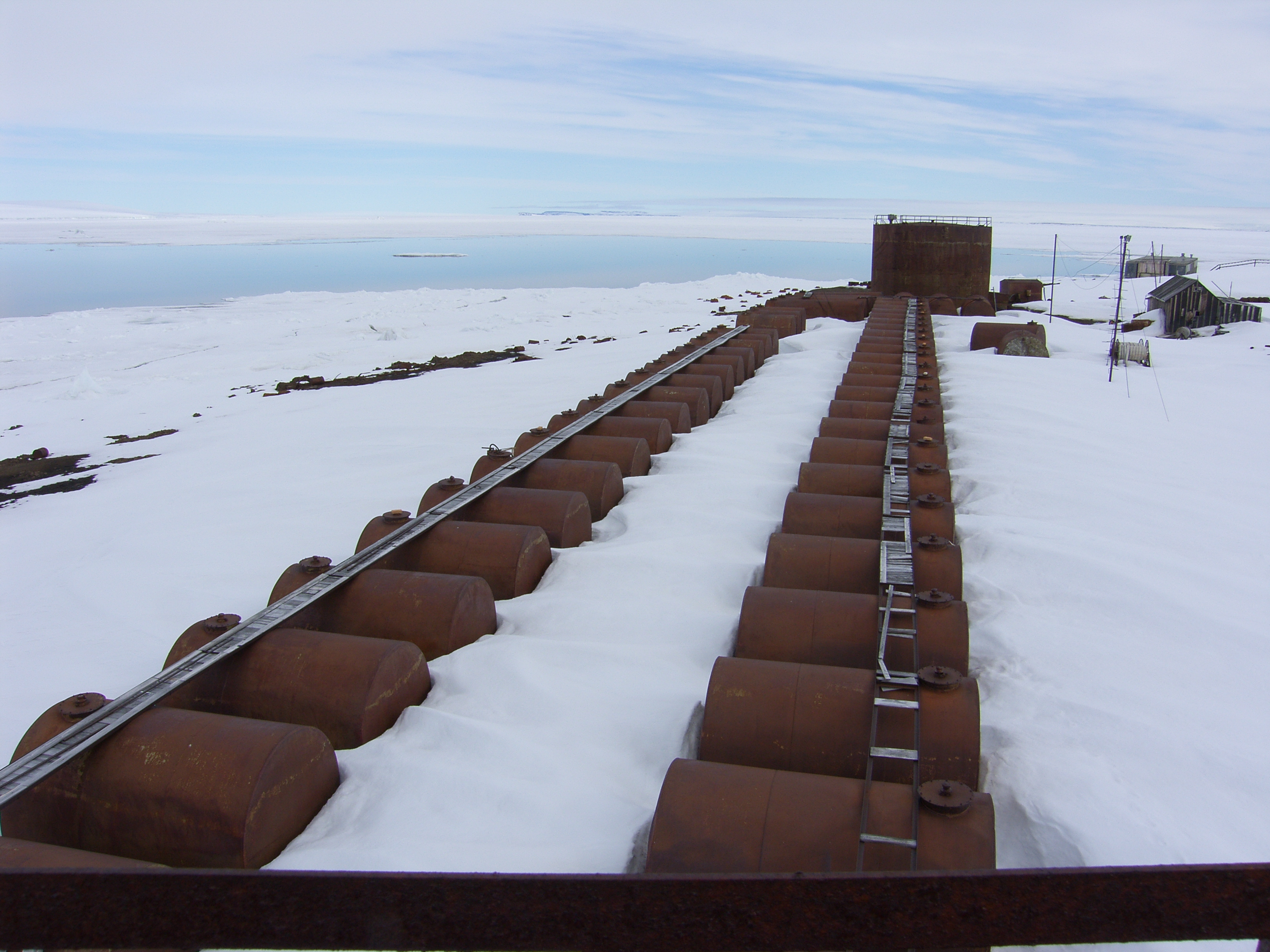
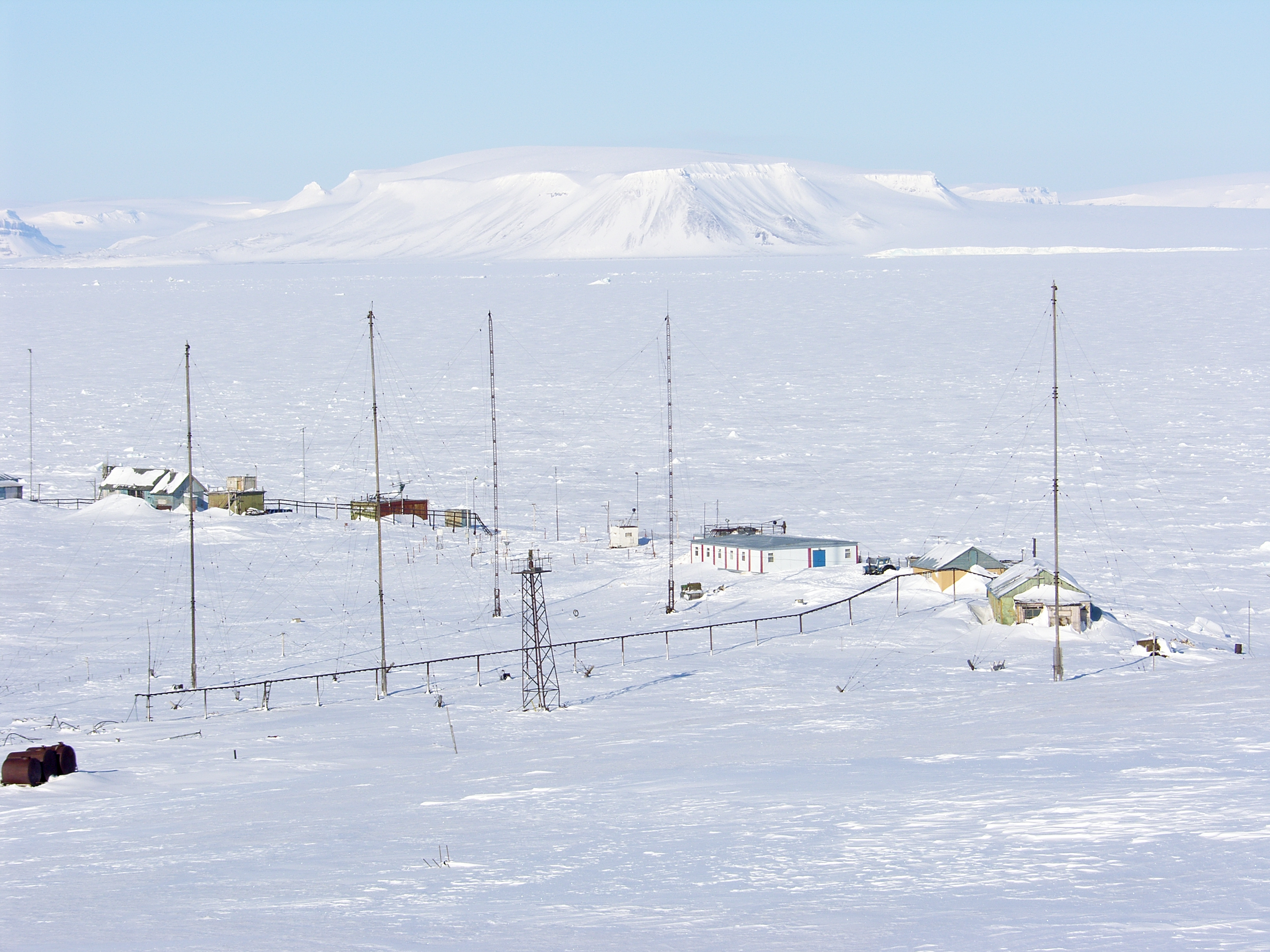
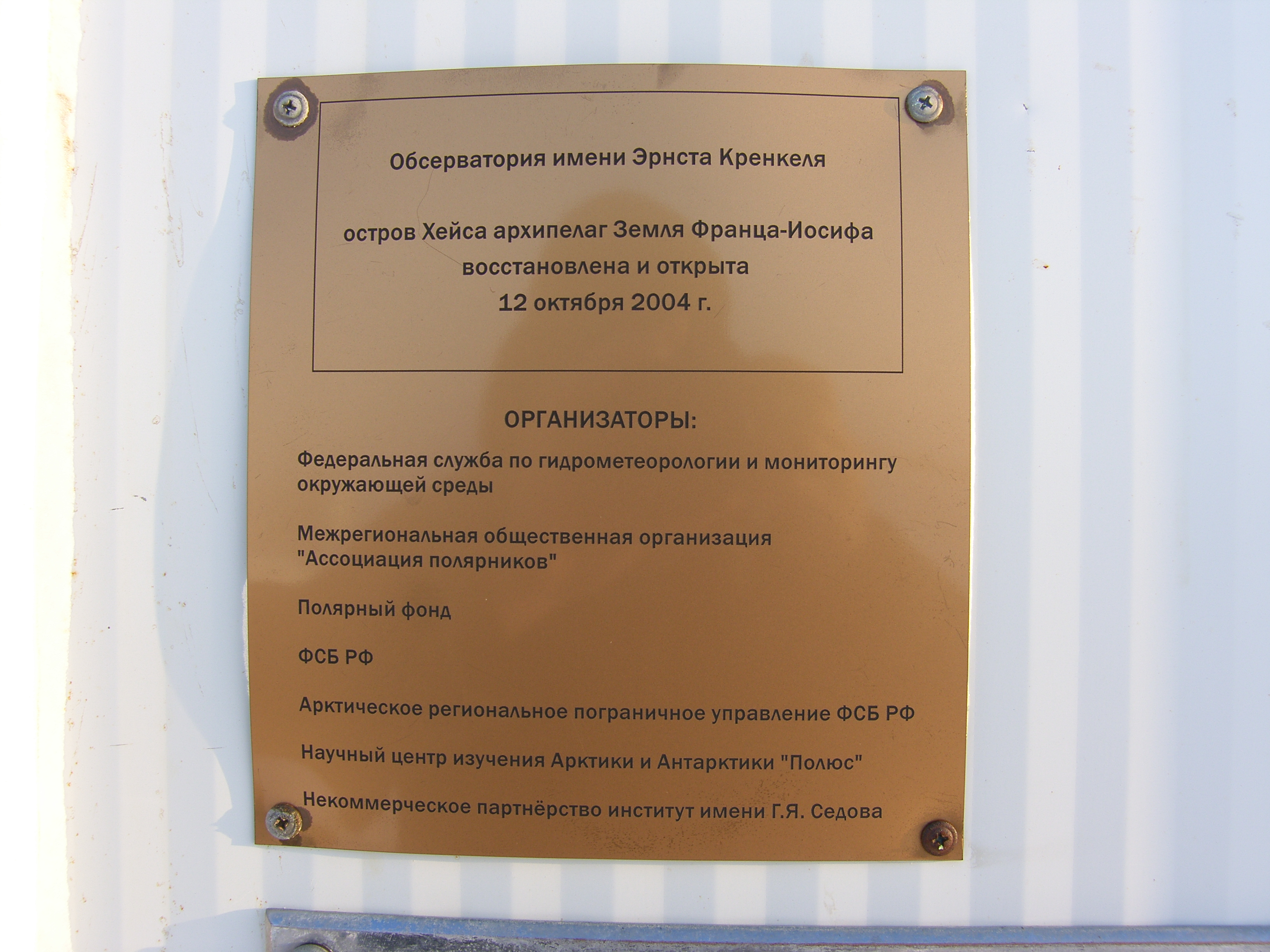
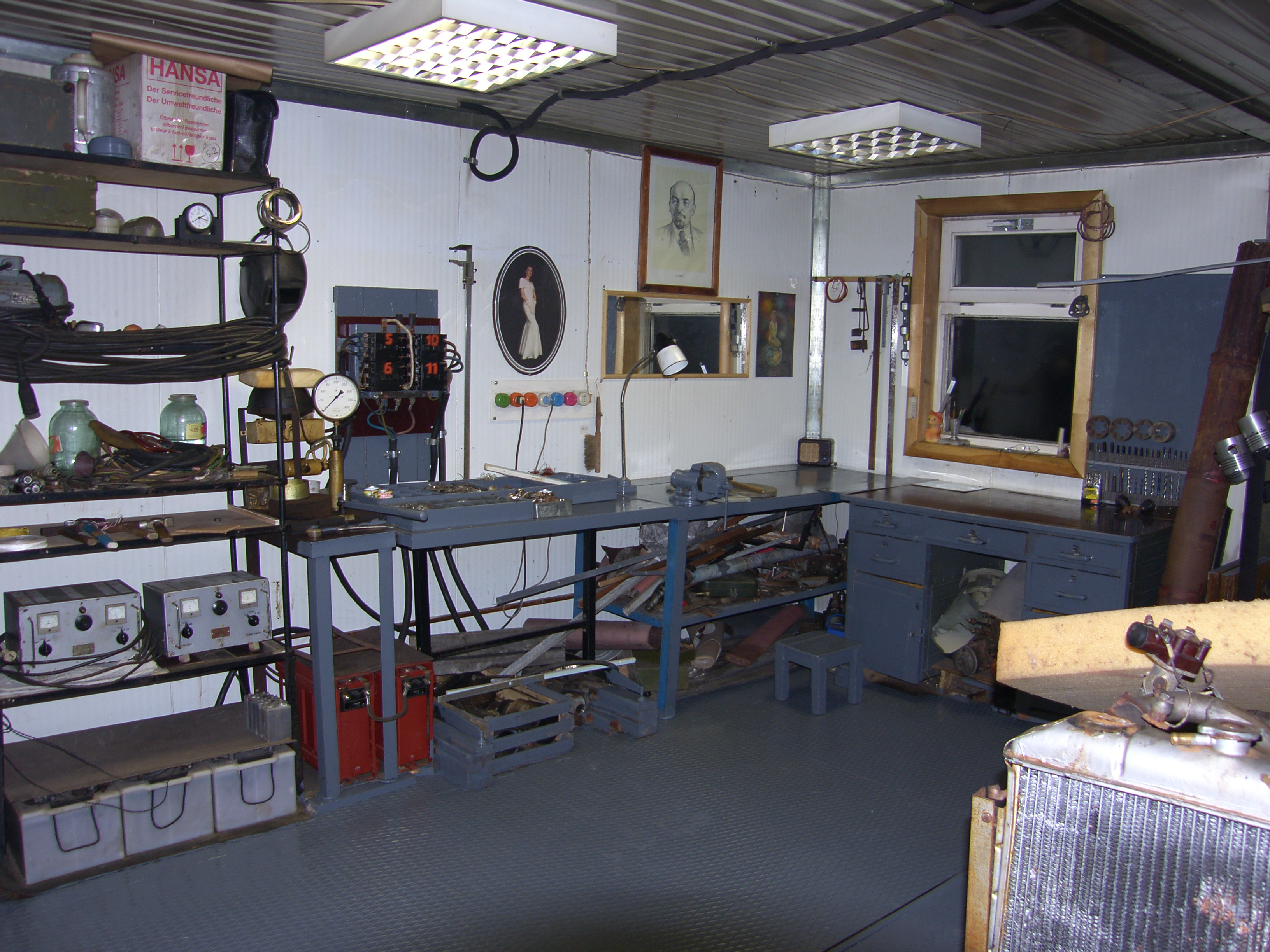
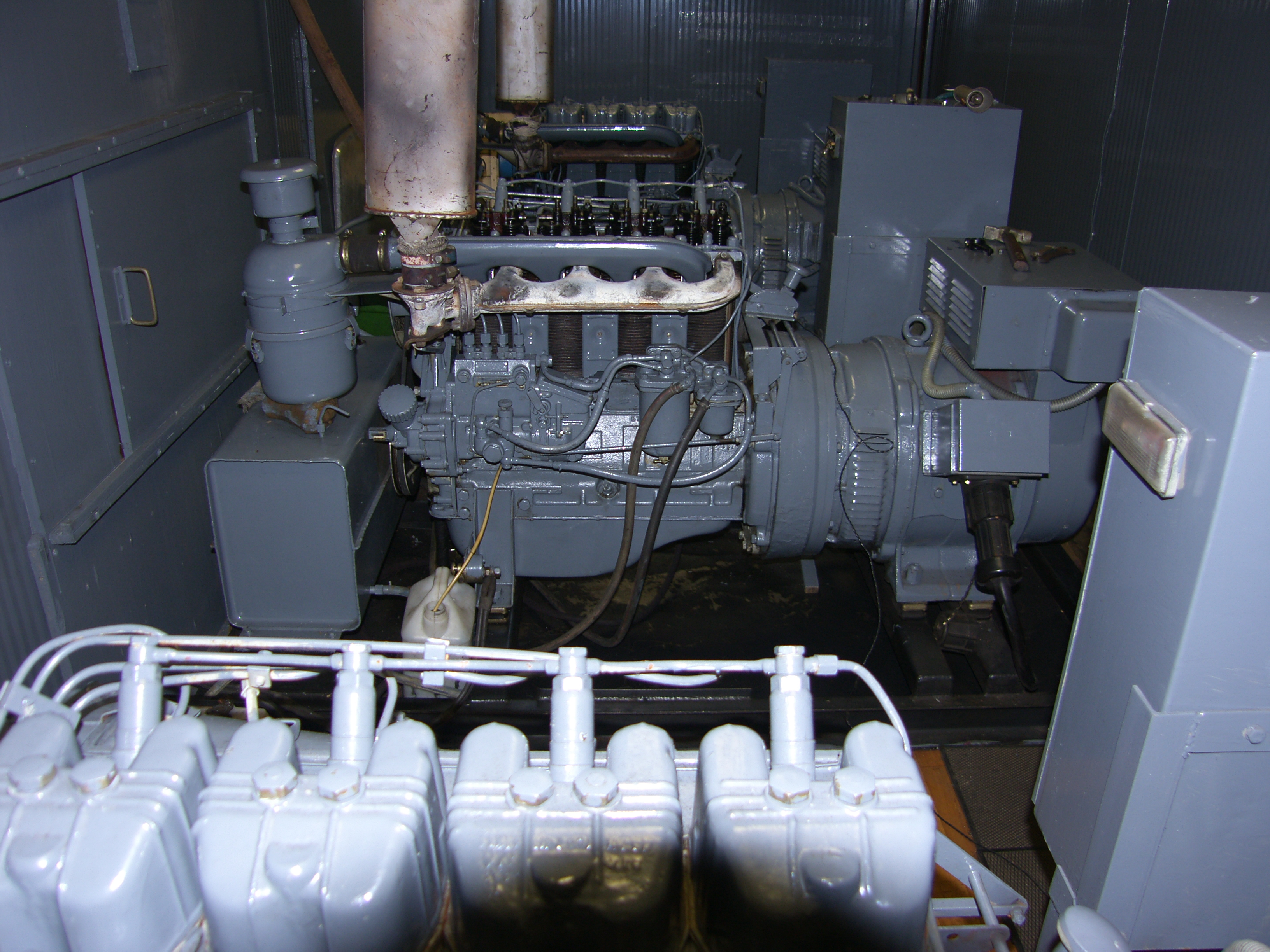
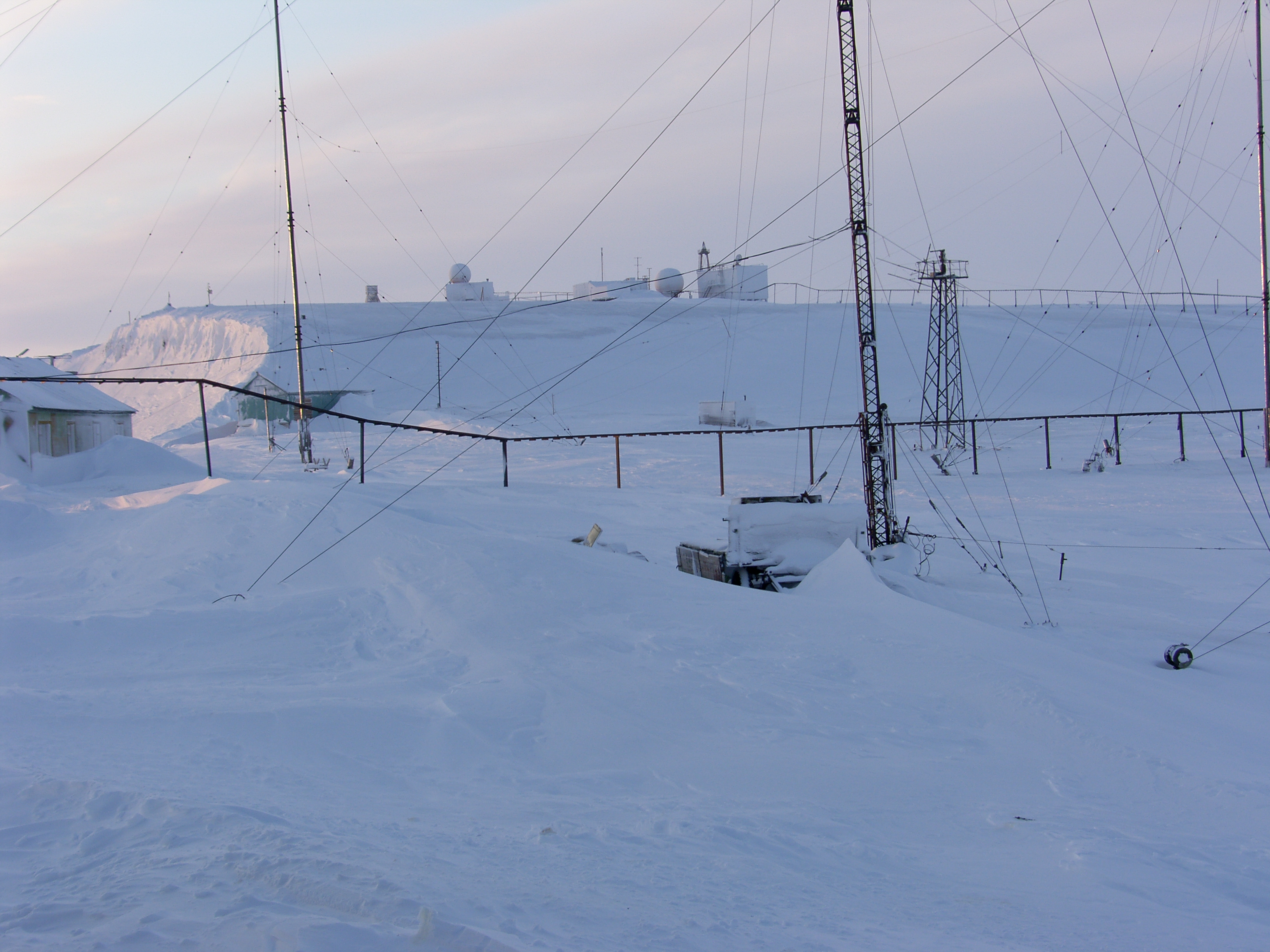
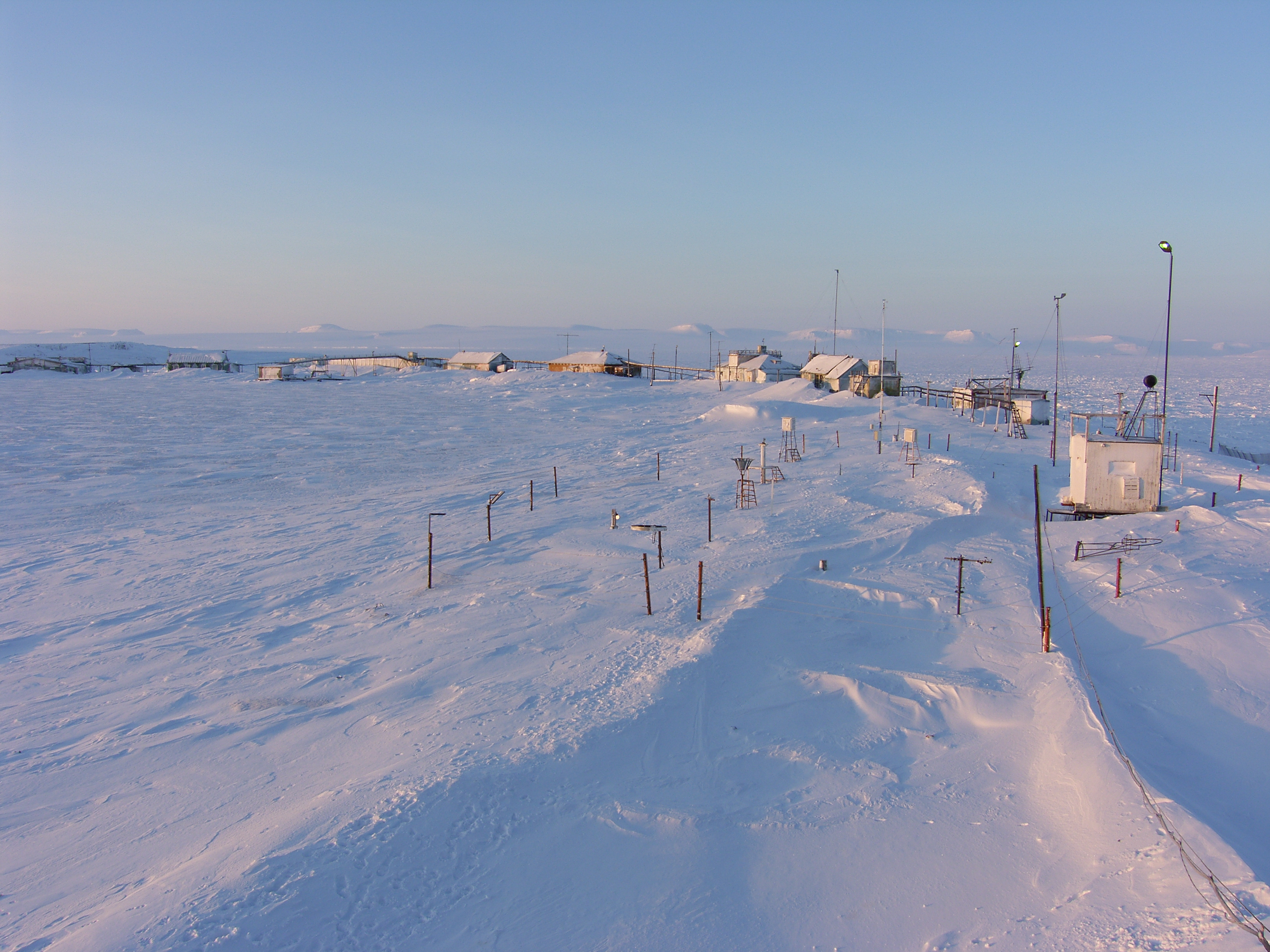
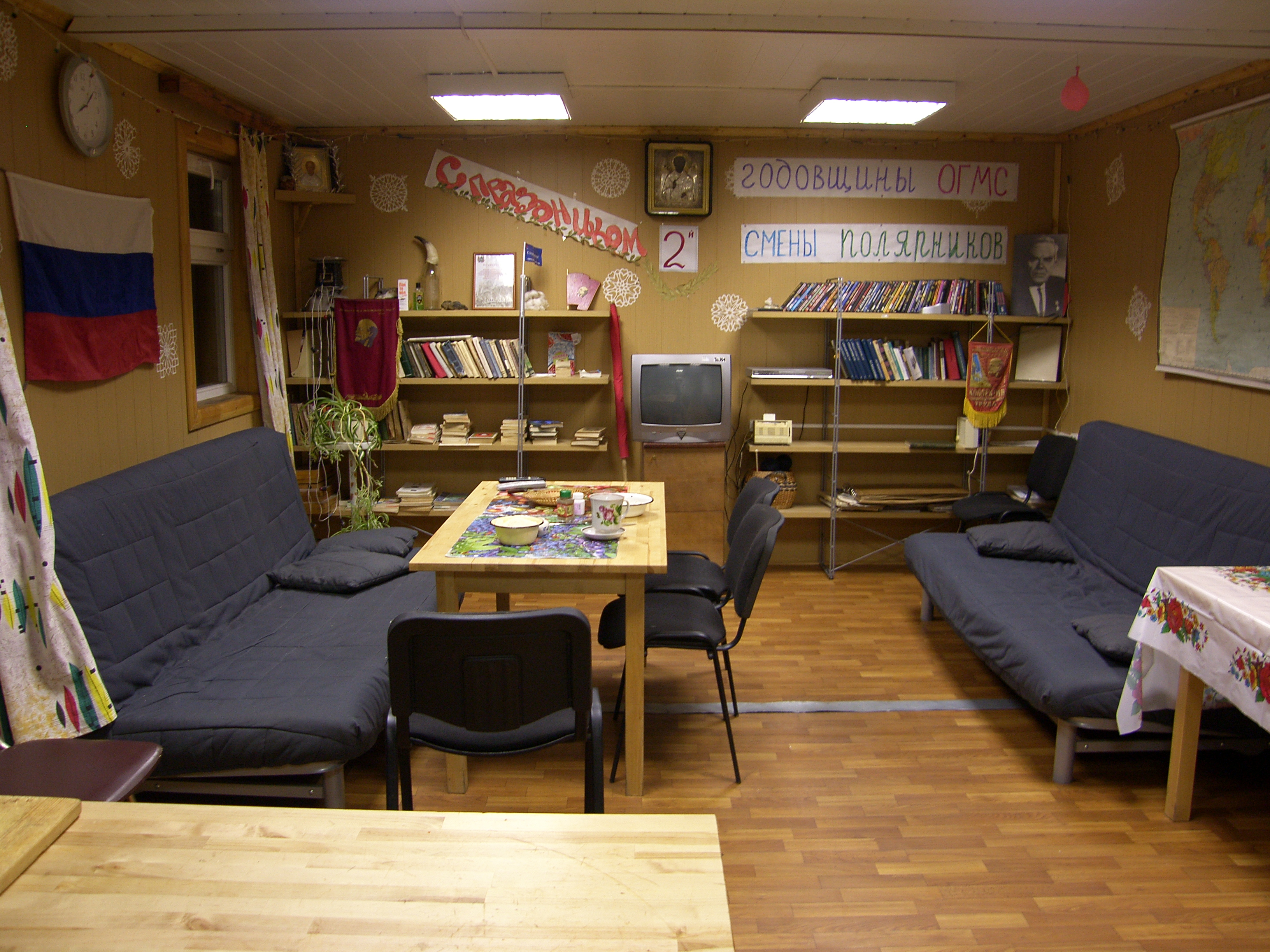
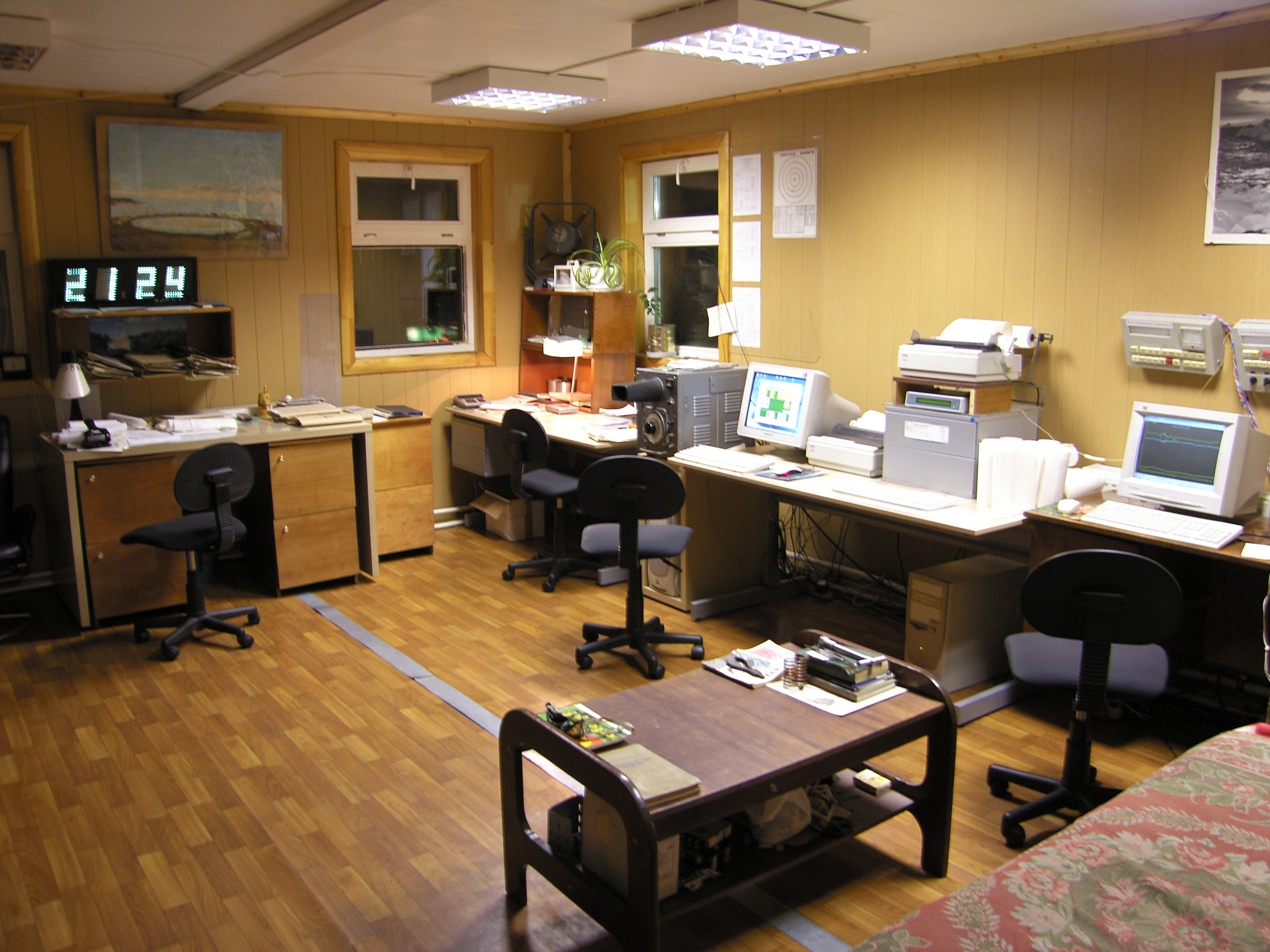
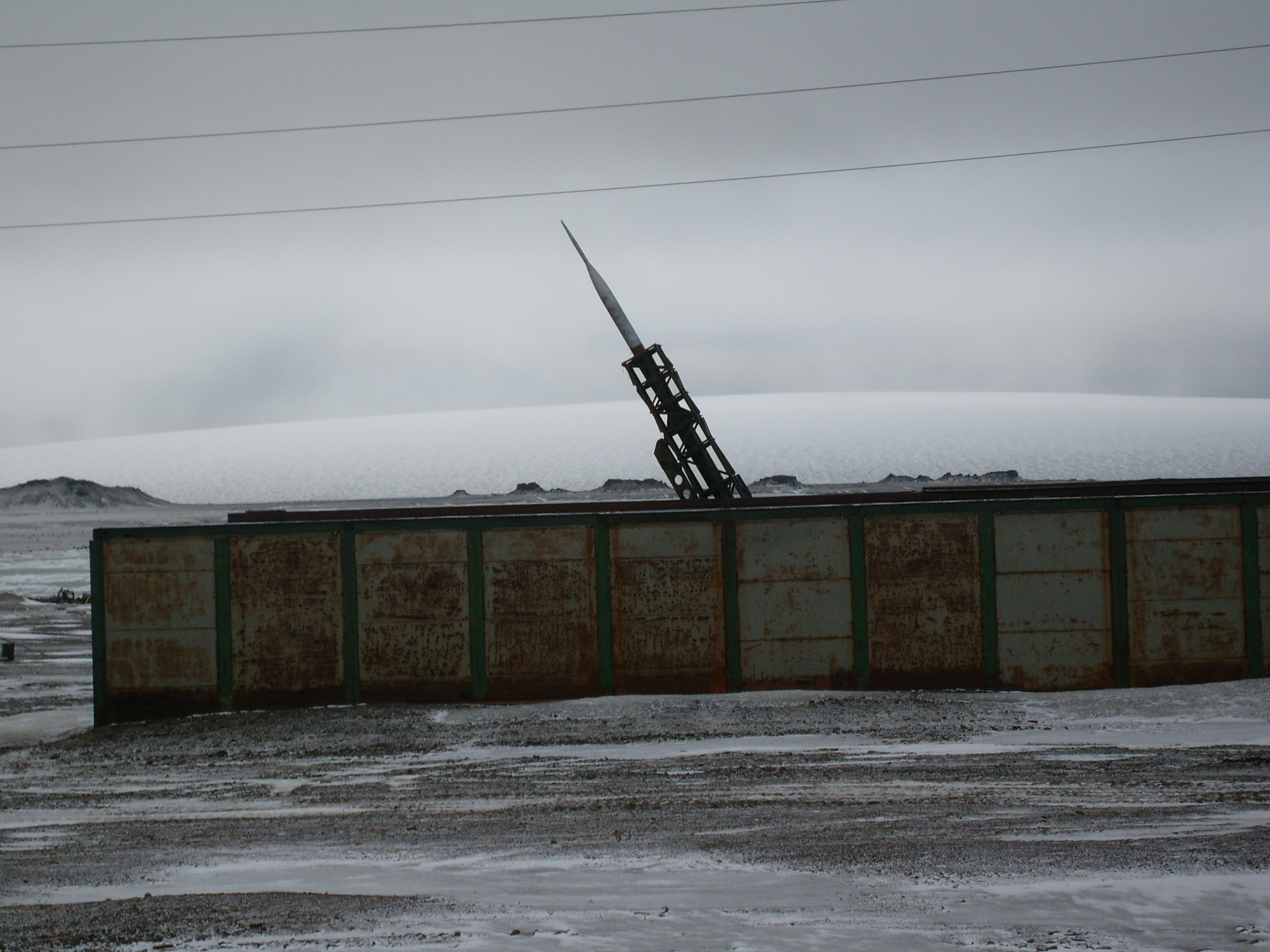
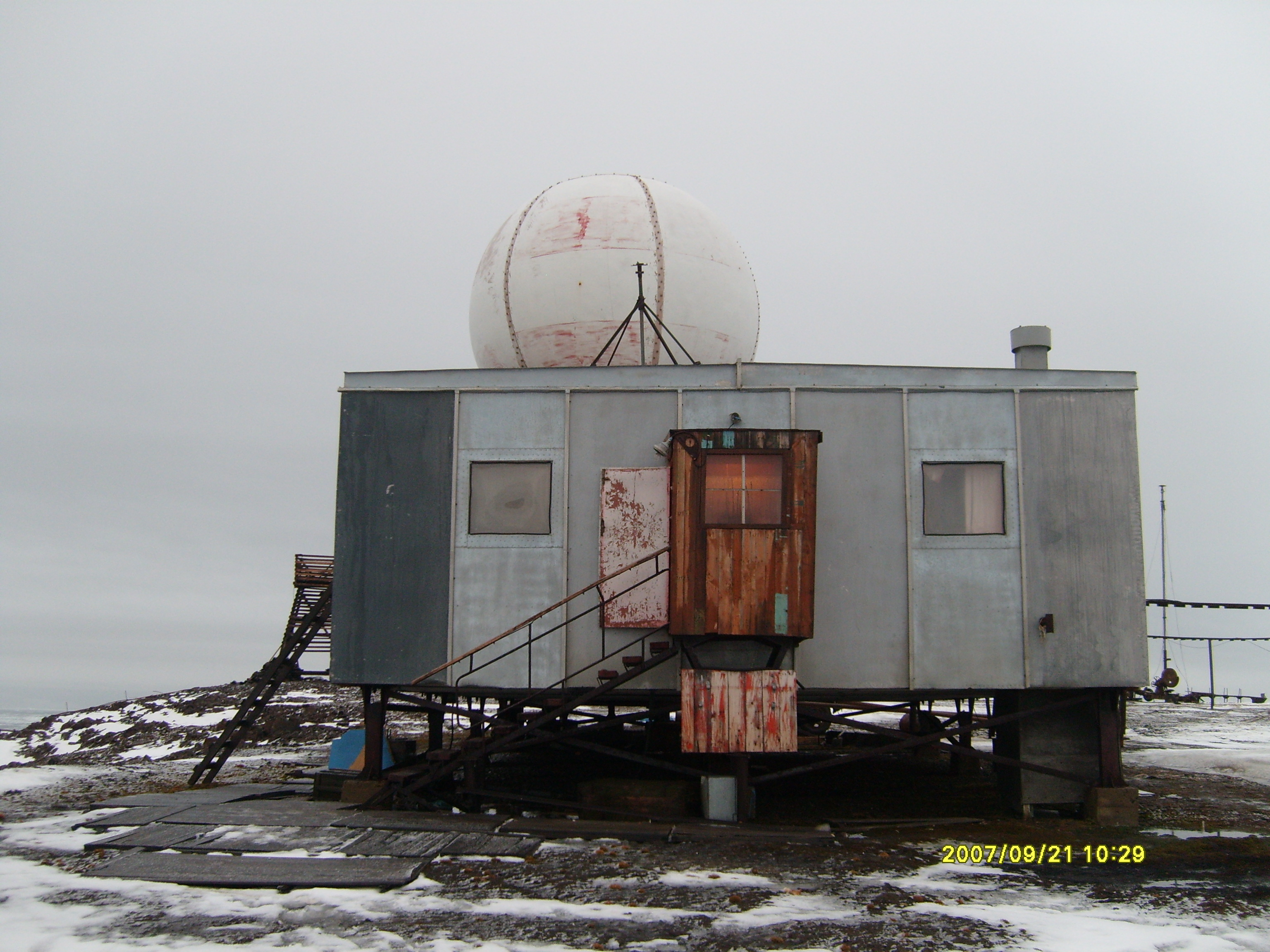
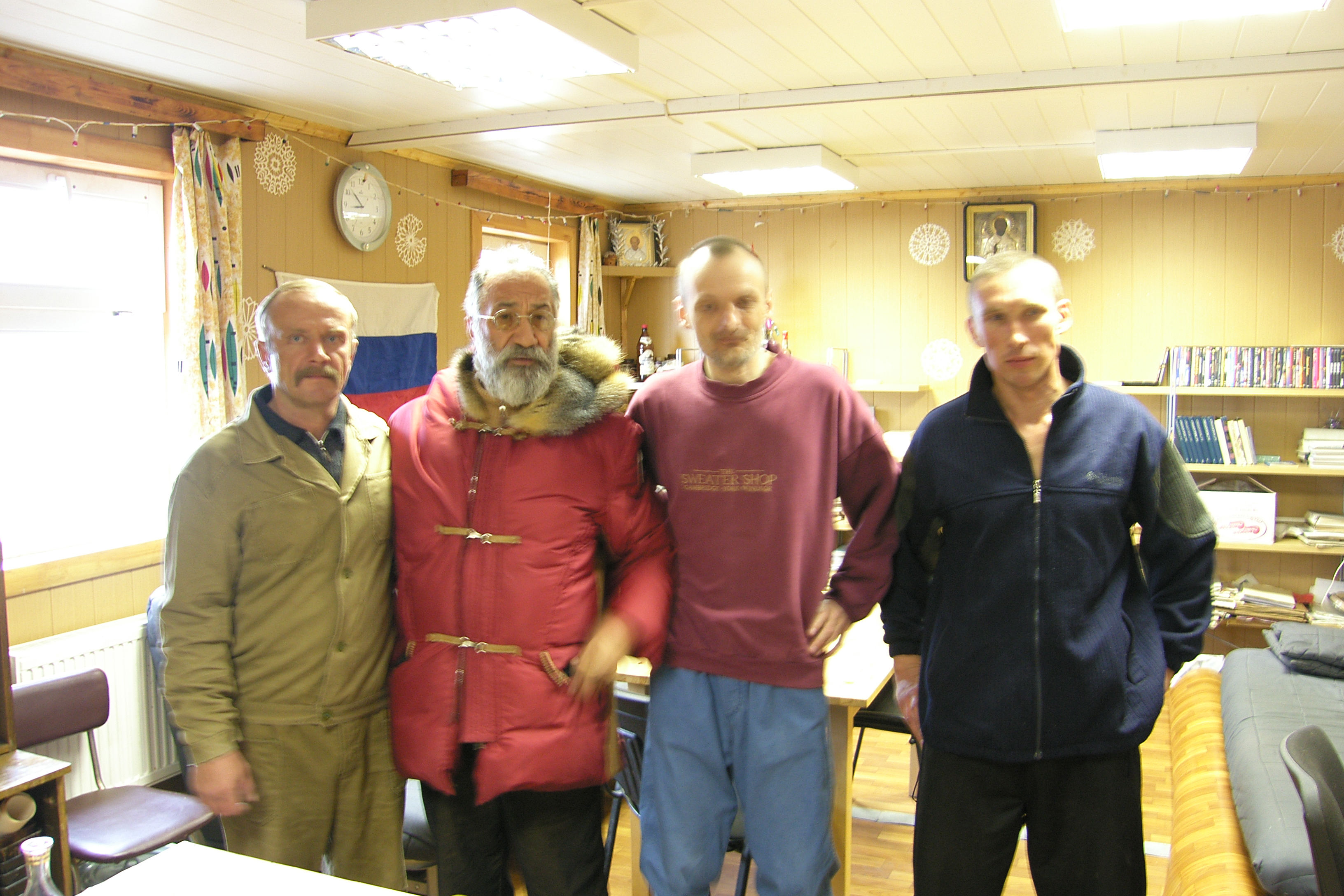
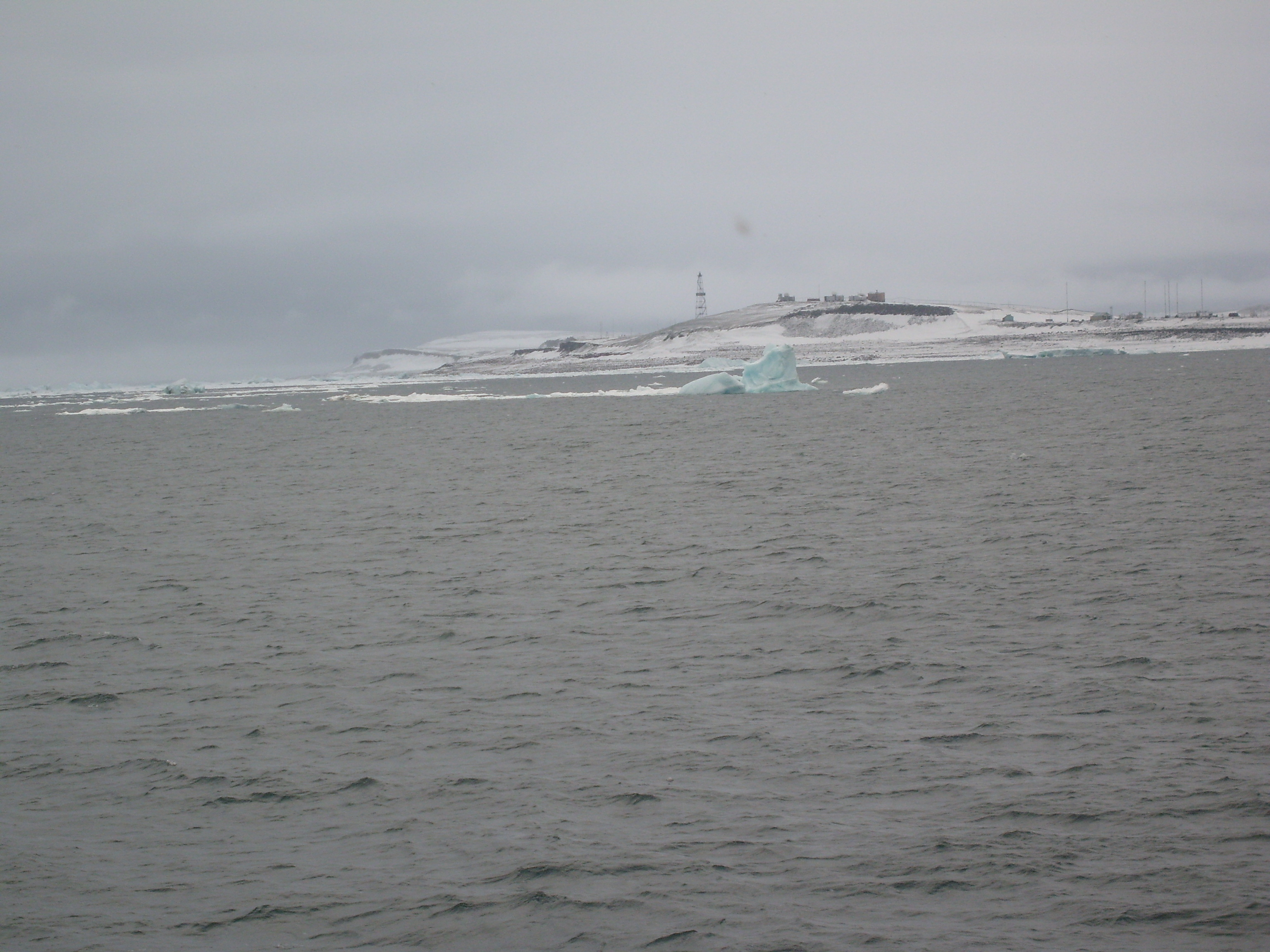
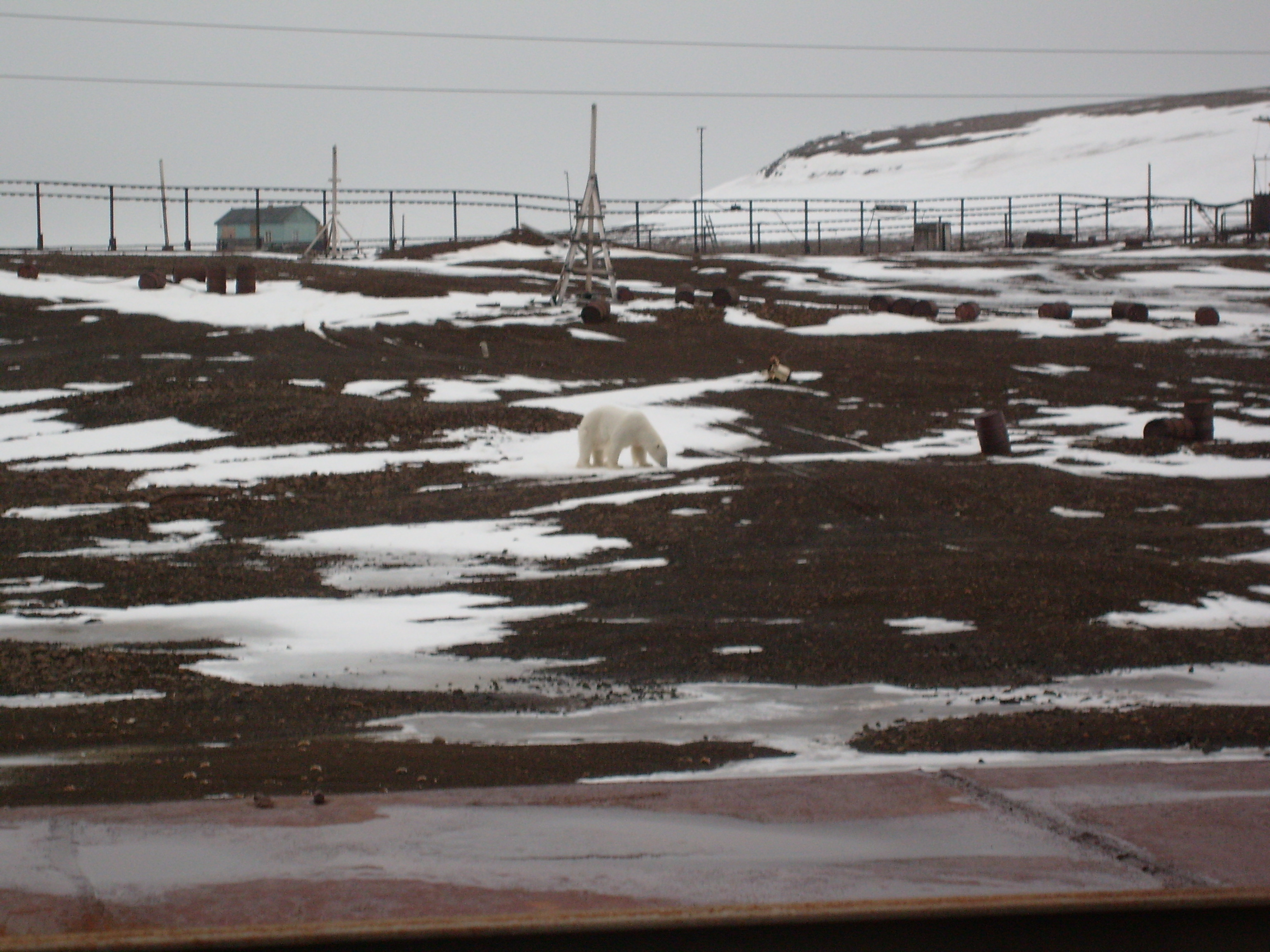
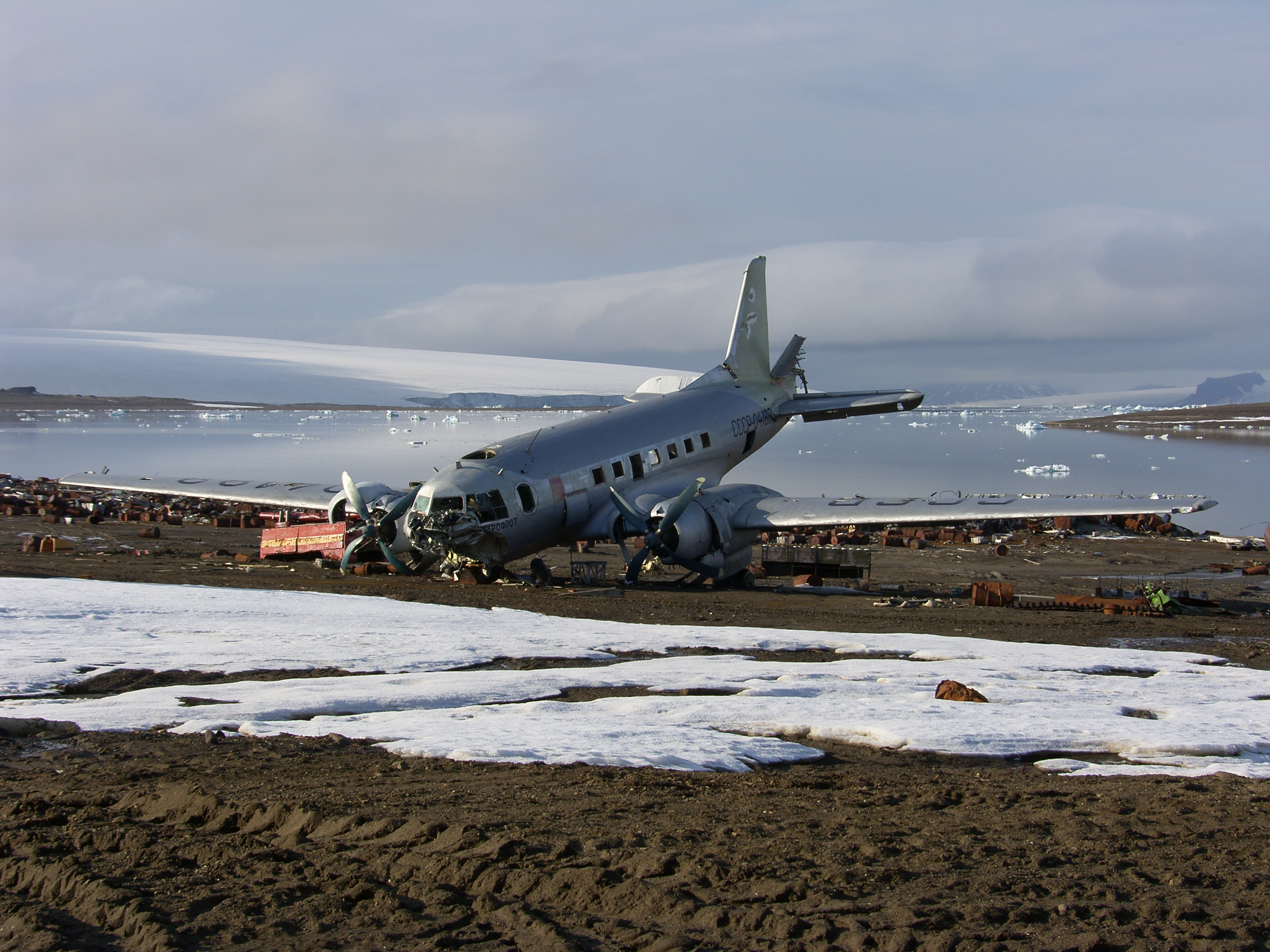